# Tramway de la côte belge
Le tramway de la côte belge (en néerlandais : Kusttram, « Tramway du littoral »), auparavant connue comme ligne 0, désormais ligne KT, est un tramway qui dessert la côte maritime belge de La Panne (près de la frontière française) à Knokke (près de la frontière néerlandaise).

## Description
Avec 70 arrêts sur les 67 kilomètres du littoral parcourus en 2 heures 21 minutes sur une voie métrique électrifiée en 600 V en CC, la ligne est considérée comme la plus longue ligne de tramway sur voie métrique du monde.
La ligne parcourt toute la côte belge, de la frontière française à la frontière néerlandaise (à quelques kilomètres près entre Adinkerque et Bray-Dunes et entre Knokke-Le Zoute et le parc naturel du Zwin), en parcourant les rues principales des localités balnéaires et en desservant la ville principale de la côte, Ostende. De Mariakerke (Ostende) à Middelkerke, la ligne est édifiée sur la digue, et donne une vue imprenable sur la mer du Nord. Sur la plus grande partie du reste de son tracé, la ligne est placée au centre de la route côtière, dans la dune.
Hors des villes, la ligne bénéficie d'un site propre où les rames circulent à 70 km/h, bien plus vite que les voitures de la route côtière, souvent encombrée en été. La ligne ne s'écarte de la plage que pour desservir Knokke-Heist d'une part, et d'autre part Lombardsijde et Nieuport où elle suit le cours de l'Yser.
Afin de permettre le fonctionnement des ouvrages portuaires, et notamment de laisser passer les navires, le tramway a deux itinéraires, de manière à passer au choix sur les portes amont ou les portes aval des écluses, à Ostende et Zeebruges.
Dans les années 1990, la ligne transporte cinq millions de personnes par an, puis jusqu'à douze millions au milieu des années 2000.

## Histoire

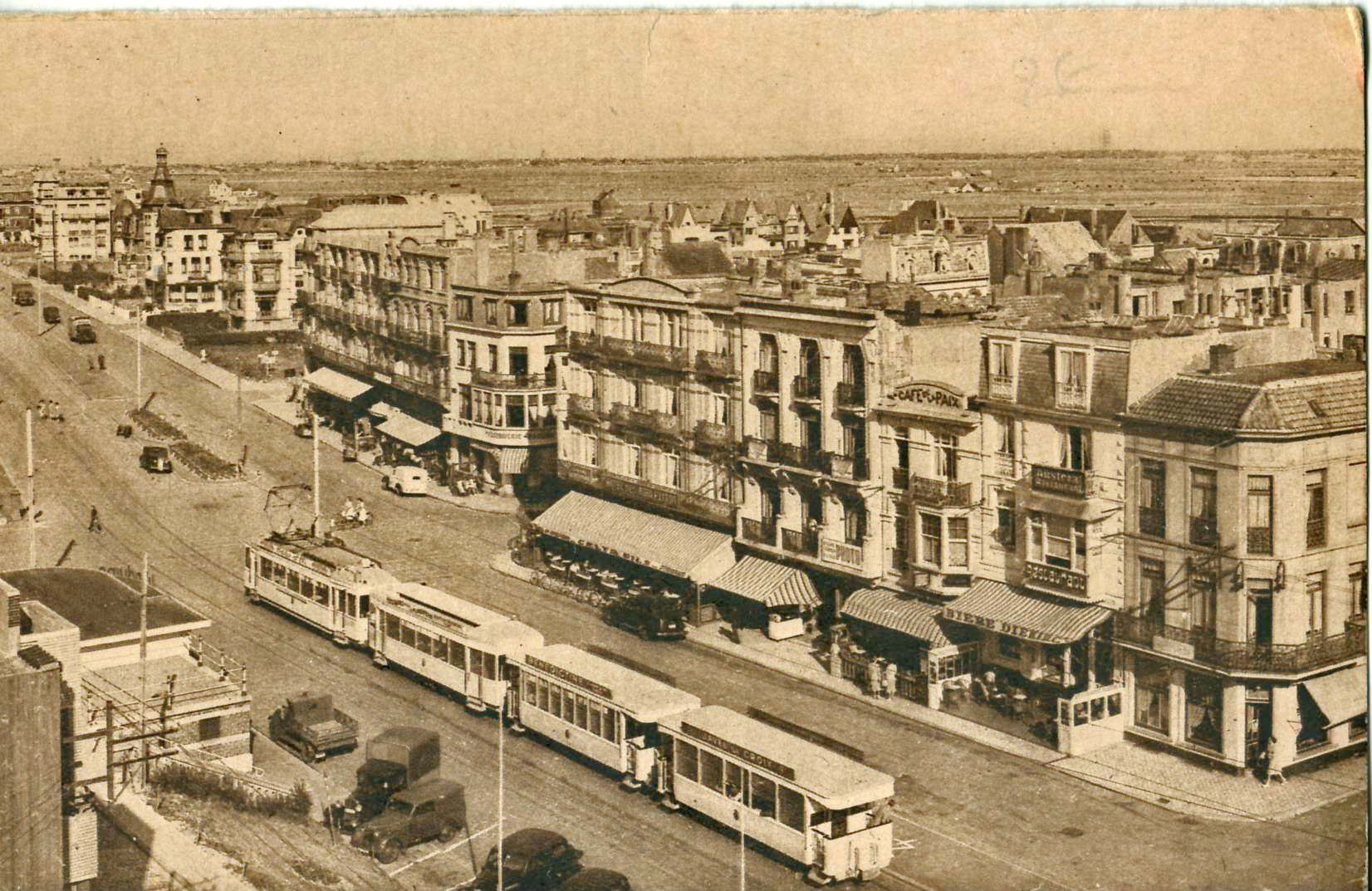
Une rame à Wenduine, avant la Seconde Guerre mondiale.

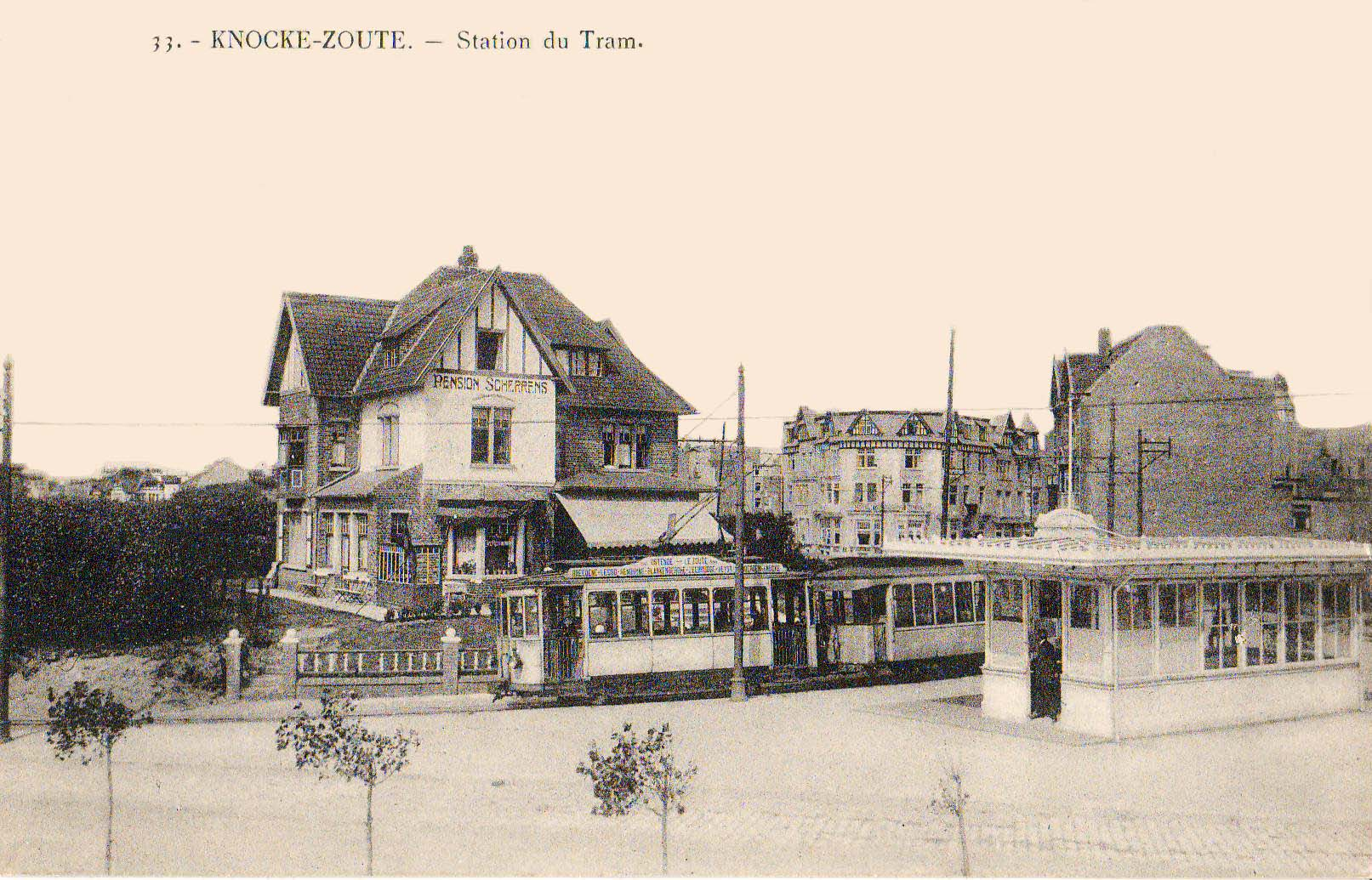
Après la Première Guerre mondiale, tram à Knokke-le-Zoute…

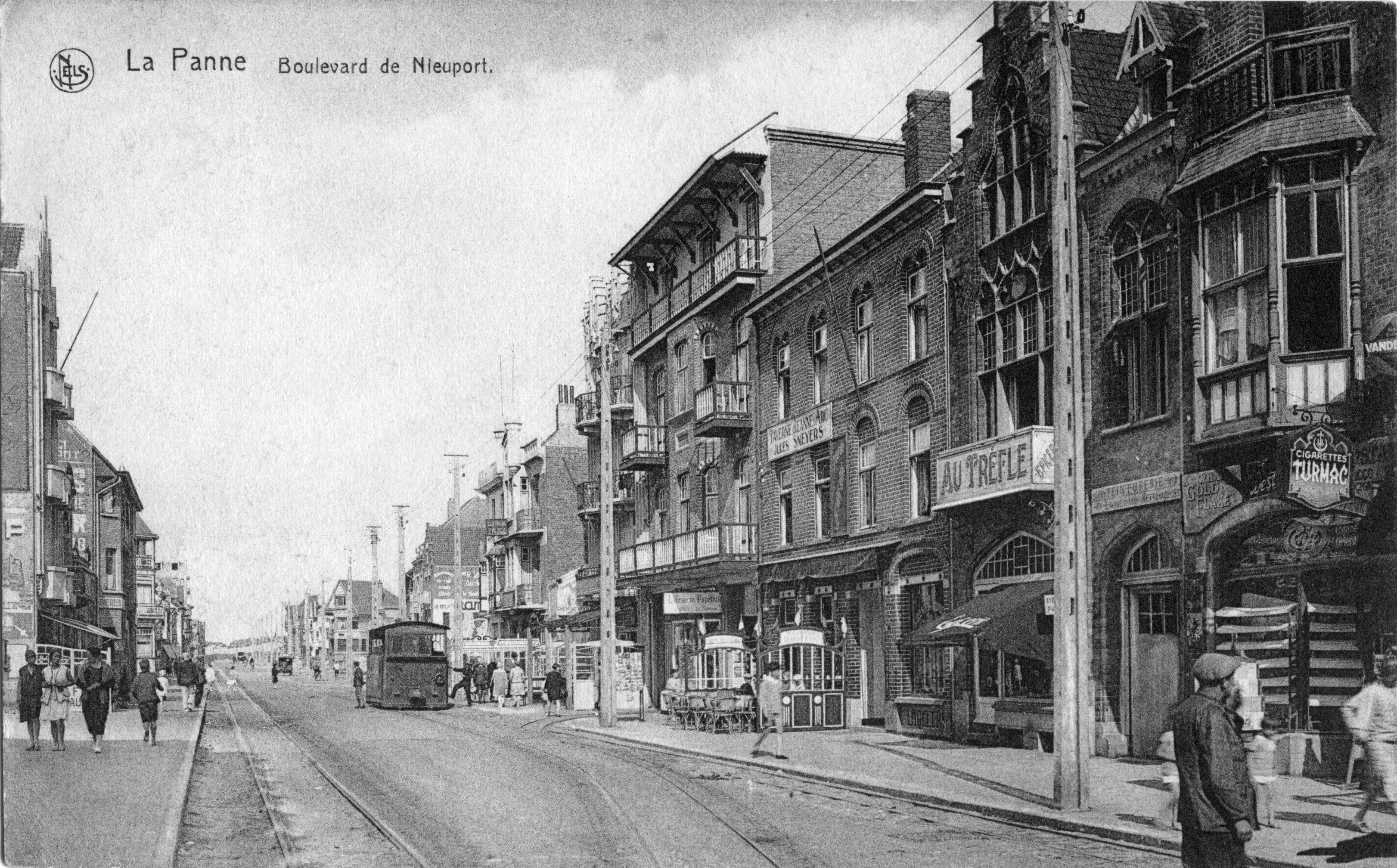
Le tram à La Panne.

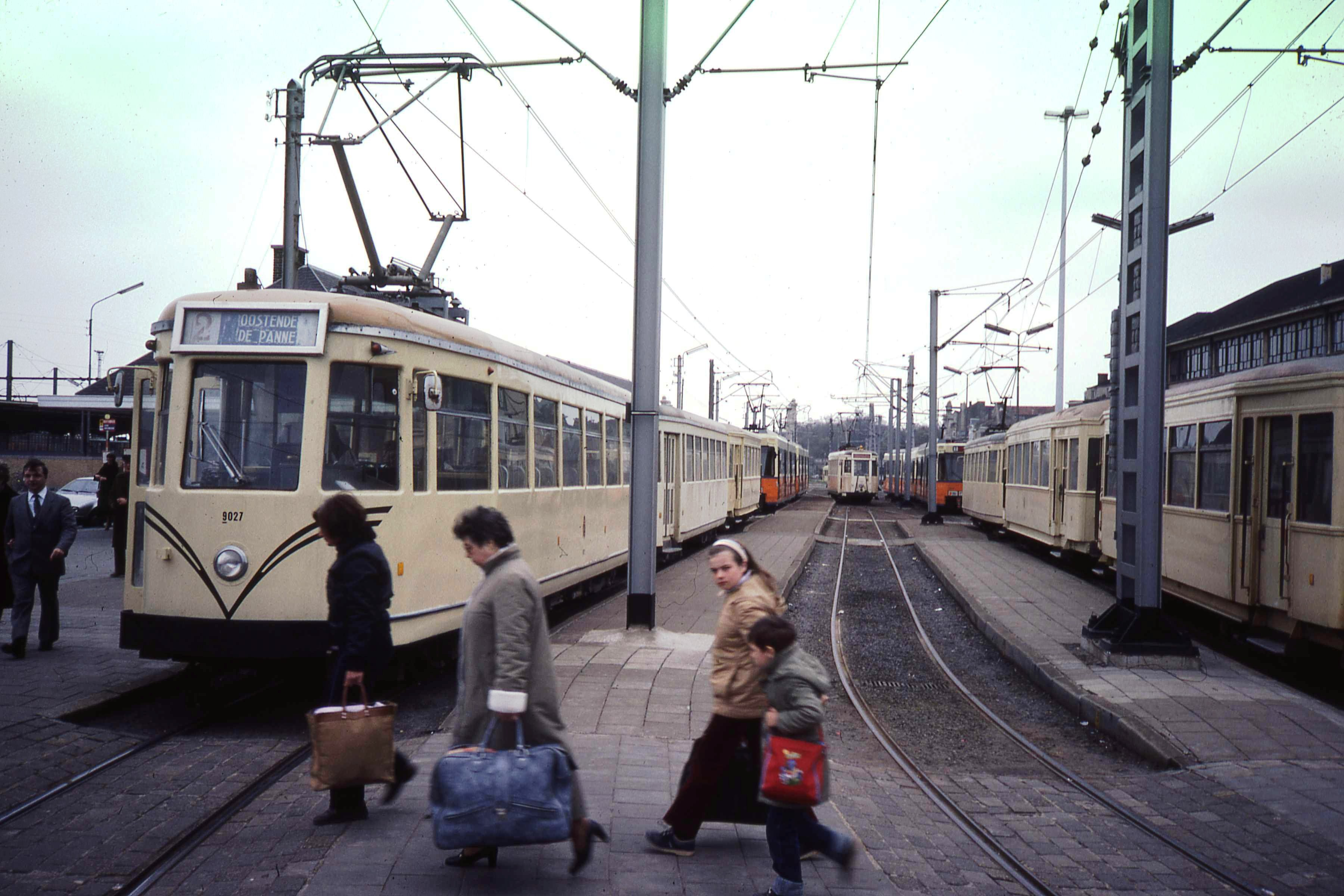
Rames type « SO » à la gare d'Ostende en 1982, peu avant leur remplacement par les rames « BN ».

La ligne de la côte est une des sections préservées de l'important réseau de la Société nationale des chemins de fer vicinaux (SNCV), société publique belge qui mailla le territoire de ce pays par de nombreuses lignes de chemin de fer secondaire, le plus souvent à voie métrique.
Cette société a exploité la ligne complètement à partir de 1952. Depuis 1991, c'est la société De Lijn, issue de la scission de la SNCV lors de sa régionalisation, qui assure l'exploitation du tram du littoral.
La SNCV avait été créée par la loi du 28 mai 1884. Elle reçut la concession de diverses lignes en Flandre Occidentale.
La section Ostende - Middelkerke (village), fut inaugurée le 13 juillet 1885 et prolongée à Nieuport 2 jours après.
La section comprise entre Ostende - Le Coq-sur-Mer et Blankenberge a été mise en service le 8 août 1886. Celle comprise entre Heist et Knocke est mise en service le 18 mars 1890.
Un nouveau tracé est ouvert le long de la mer, entre Ostende et Westende le 13 juillet 1897 par la Compagnie des tramways électriques d'Ostende - Littoral. Cette ligne est électrifiée.
Le 9 juillet 1905, une nouvelle ligne est construite entre Ostende et Le Coq-sur-Mer via Bredene-Bad par la compagnie du Chemin de Fer électrique d'Ostende-Blankenberghe et ses extensions (OB). Le prolongement est réalisé vers Blankenberge en 1909 puis Heist et Knocke en 1911[source insuffisante].
En 1914, une ligne est construite entre Coxyde et La Panne (connectant à Coxyde village avec la ligne SNCV Nieuport - Furnes).
En 1926, la section Nieuport Coxyde est mise en service.
Le 1er juillet 1928, la section Nieuport - Coxyde est électrifiée.
Le 1er août 1929, la section de Coxyde à La Panne est électrifiée et mise en service.
Vers 1956, la fermeture aux voyageurs de la gare d'Ostende-Ville au profit de la gare d'Ostende-Maritime entraîna le déplacement de l'arrêt SNCV et des voies desservant cet arrêt. Le modeste bâtiment construit pour la SNCV est remplacé par un haut bâtiment muni d'une passerelle et d'un parking à vélos vers 1990. C'est également en 1990 que la SNCV est dissoute et que De Lijn devient l'exploitant des lignes de bus et de tram situées en Flandre.
Le prolongement de la ligne de l'Esplanade de la Panne à la gare de La Panne (SNCB) a été ouvert en 1998 en remplacement de l'autobus 781.
En juin-juillet 2010 ont lieu des circulations commémorant les 125 ans de la ligne, avec présentation de matériels historiques de la ligne et de la SNCV.
Entre 2018 et 2020, la gare d'Ostende est profondément réaménagée. À cette occasion, le bâtiment de 1990 est démoli, les quais du tram sont rapprochés de celui du train et le dépôt des trams d'Ostende déménage vers un emplacement plus vaste.
Le 1er juillet 2023, 12 stations de la ligne changent de nom simultanément. Les stations De Panne Golfstraat, Oostduinkerke Groenendijk Bad, Nieuwpoort Zonnebloem, Nieuwpoort Ysermonde, Oostende Domein Raversijde, Oostende Raversijde, Oostende Ravelingen, Oostende Weg naar Vismijn, Oostende Duin & Zee, Bredene Aan Zee, De Haan Preventorium et Duinbergen deviennent respectivement De Panne Canadezenplein, Oostduinkerke Groenendijk, Nieuwpoort Sint-Bernardusplein, Nieuwpoort Victorlaan, Raversijde Provinciedomein, Raversijde Middenlaan, Oostende Duinenkerkje, Oostende Vismijn, Oostende Oosteroever, Bredene Duinenplein, De Haan Zeepreventorium et Duinbergen Kerk. Par la même occasion, la ligne qui portait jusque là l'indice 0, est désormais identifiée sous l'indice KT (initiales de Kusttram).

### De 1990 à aujourd'hui
| Indices  | 1 Ostende - Knokke, 2 Ostende - La Panne            |
| Tableaux | 1931 : 349 Ostende - La panne, 350 Ostende - Knokke |
| Capitaux | 2, 7                                                |

En 1991, l'exploitation de la ligne est reprise par De Lijn à la suite de la régionalisation.
En 1998 a lieu l'ouverture de la section entre La Panne Esplanade à la Gare d'Adinkerque (SNCB).
Le 17 mai 2019 a lieu la suppression de la section par le centre de Lombardsijde entre Nieuport Monument Albert et Lombardsijde Zeelaan (nouvel arrêt remplacement l'arrêt Lombardsijde Bad) et déviation par une nouvelle section par le Kustweg, suppression des arrêts Lombardsijde : YMCA, Dorp et Bad, nouveaux arrêts Lombardsijde : Schoolstraat et Zeelaan ; la desserte du centre de Lombardsijde continue d'être assurée par les lignes d'autobus 68 et 69.

## Infrastructure

### Capitaux
- 2 (311) « Ostende - Nieuport - Furnes »
- 193 (311) « Coxyde - La Panne »

#### Schéma de la ligne en 1994

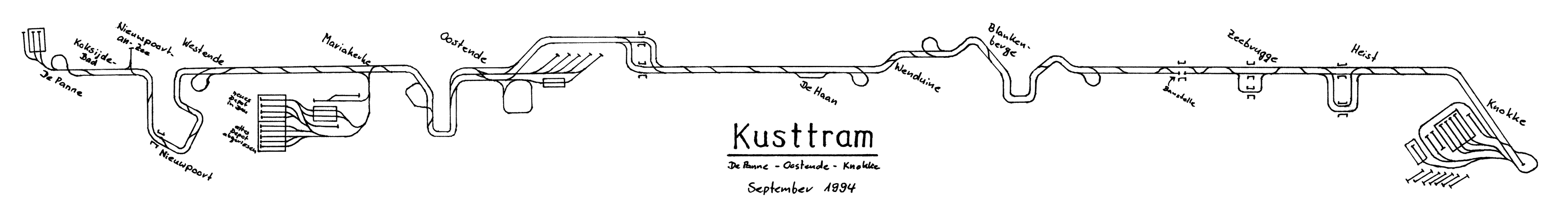
Schéma des voies du tramway de la côte belge en 1994.
La ligne a été depuis prolongée à La Panne, dEsplanade à la gare SNCB et les voies de la gare d'Ostende ont changé de tracé en 2018-19.

### Tracé

#### Liste des stations

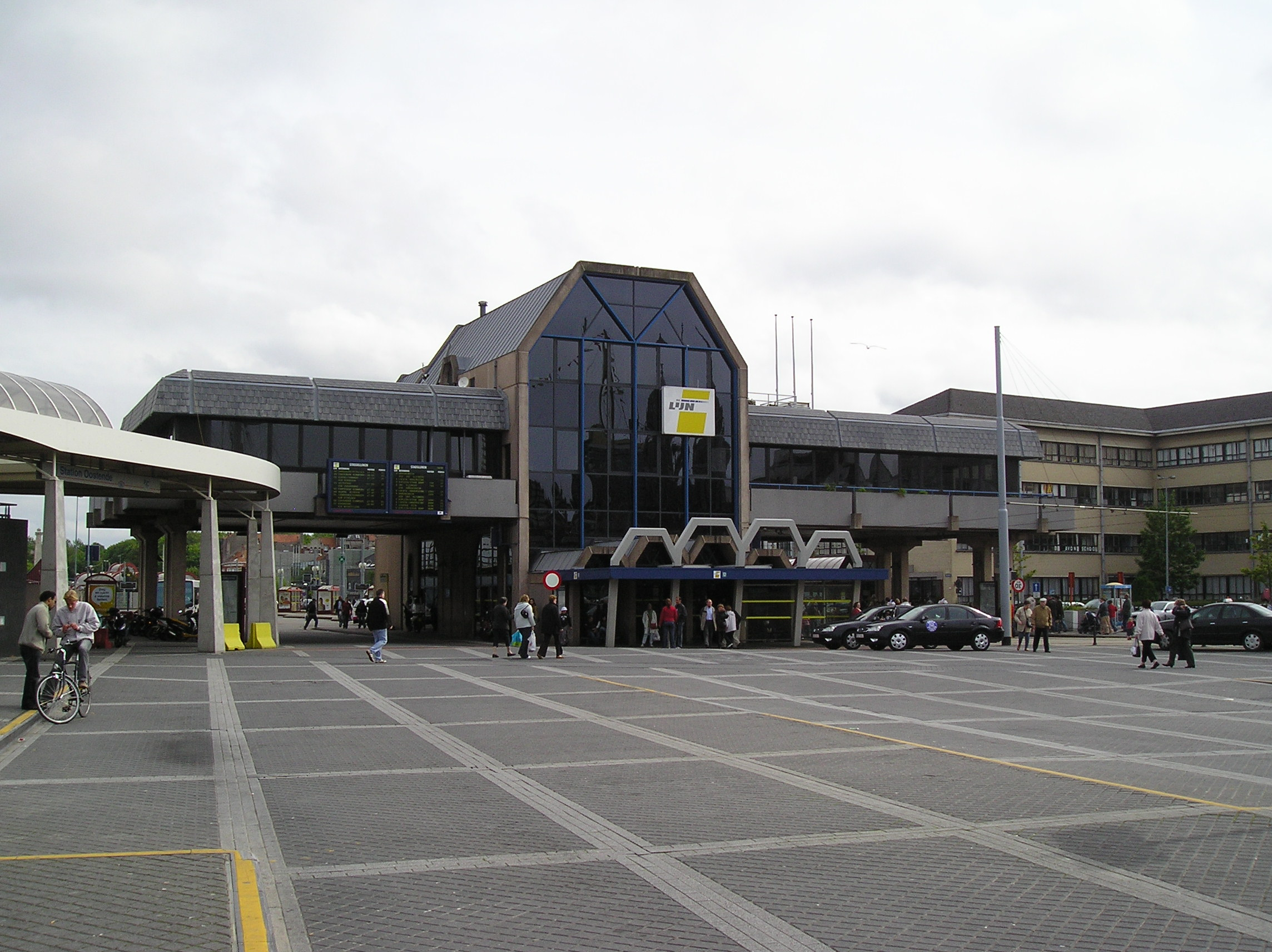
Gare et arrêt de tram d'Ostende avant 2019.

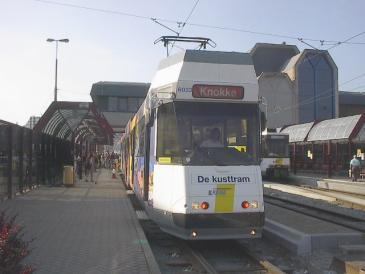
Tram à l'arrêt d'Ostende avant 2019.

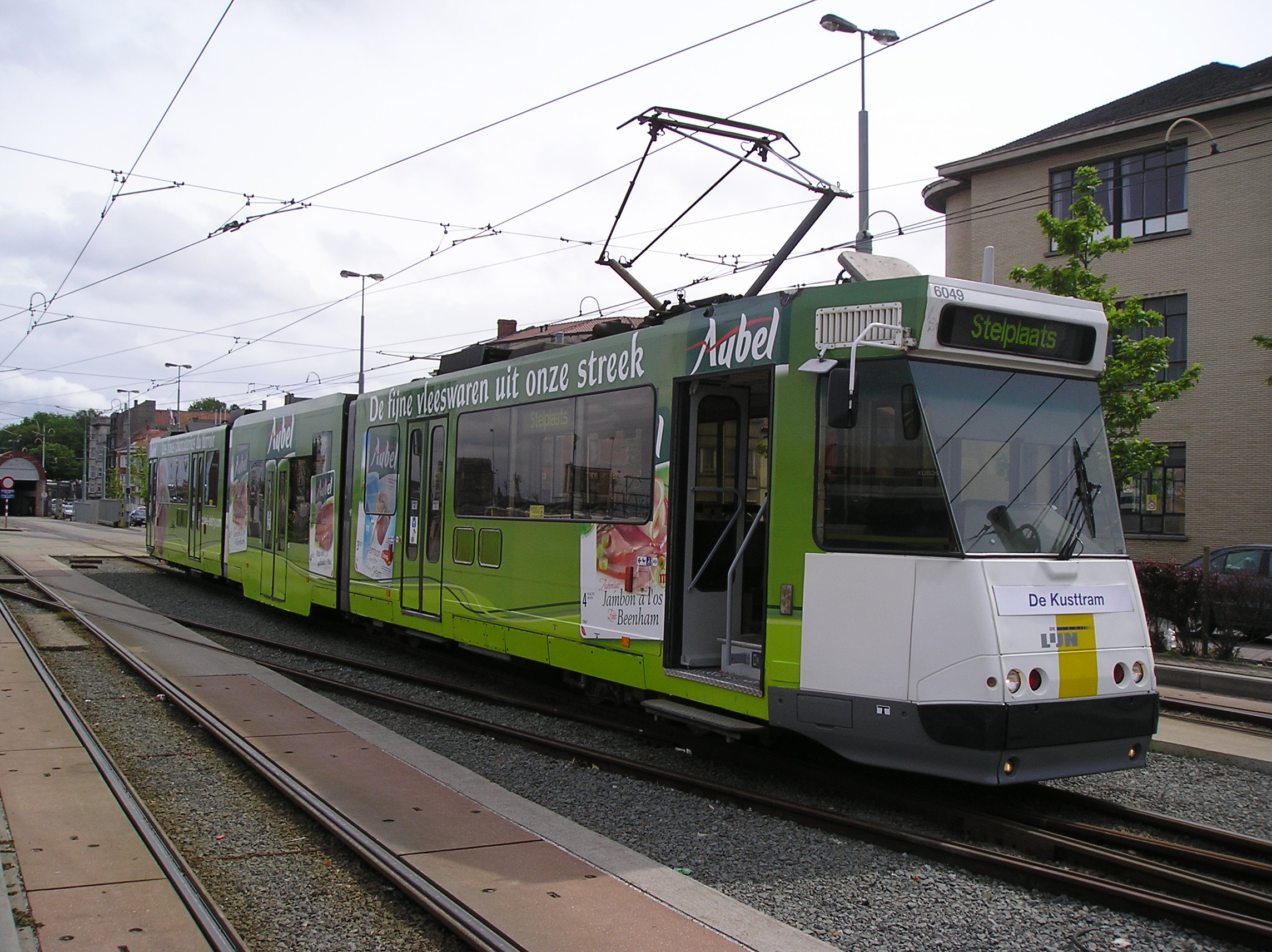
Tram au dépôt d'Ostende.

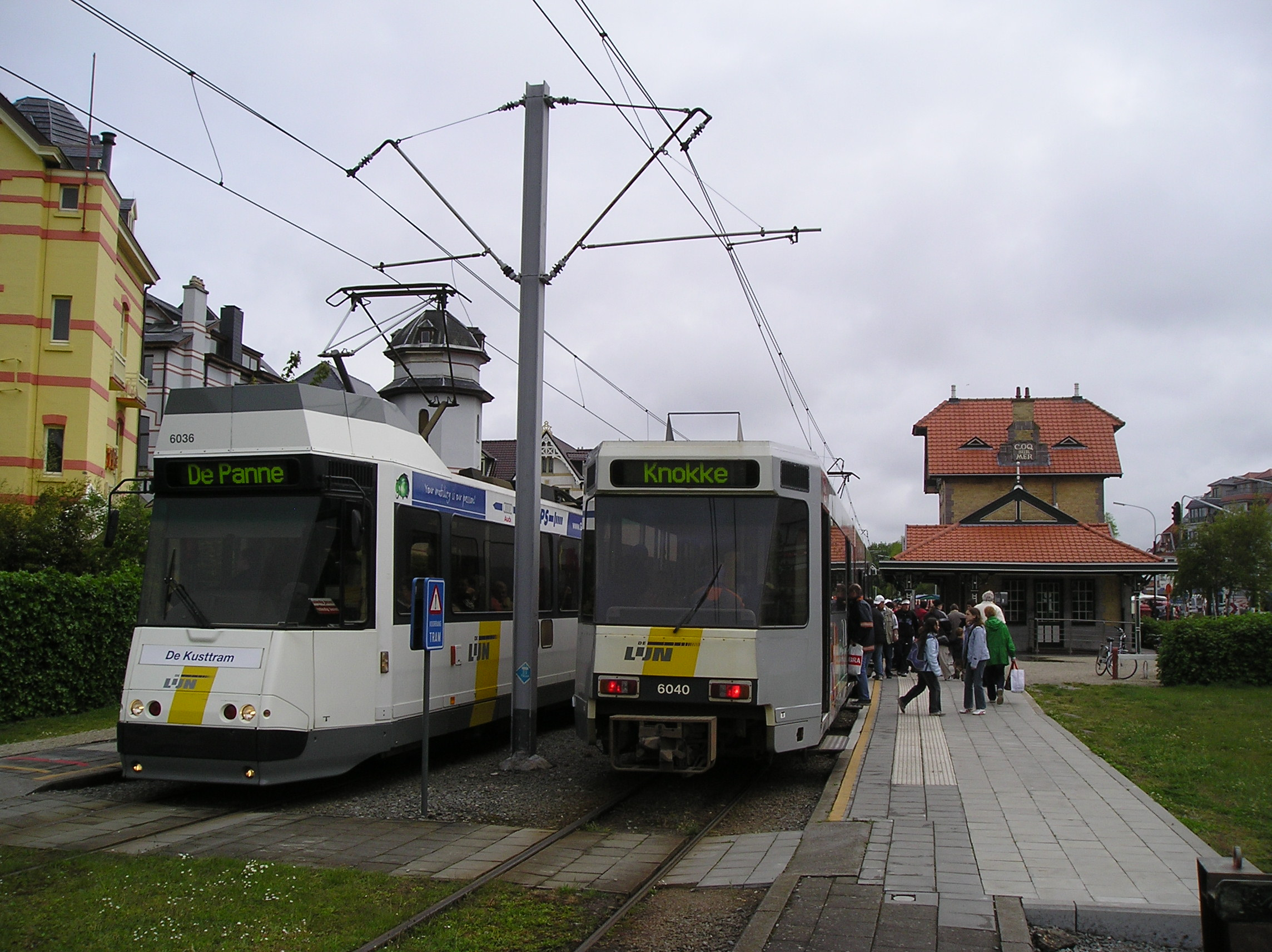
Deux trams à l'arrêt du Coq-sur-Mer.

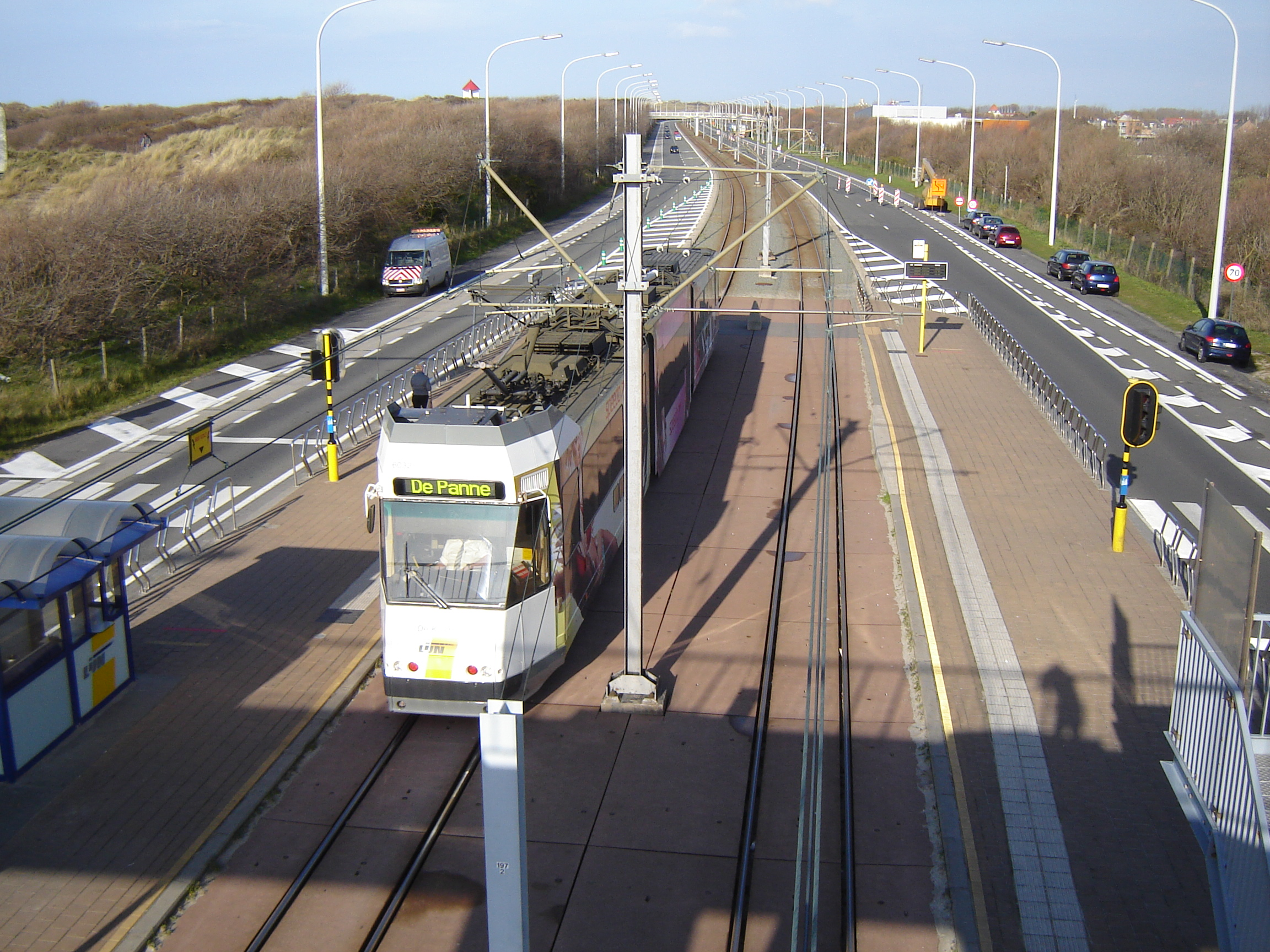
Station à Bredene, au centre de la route côtière.

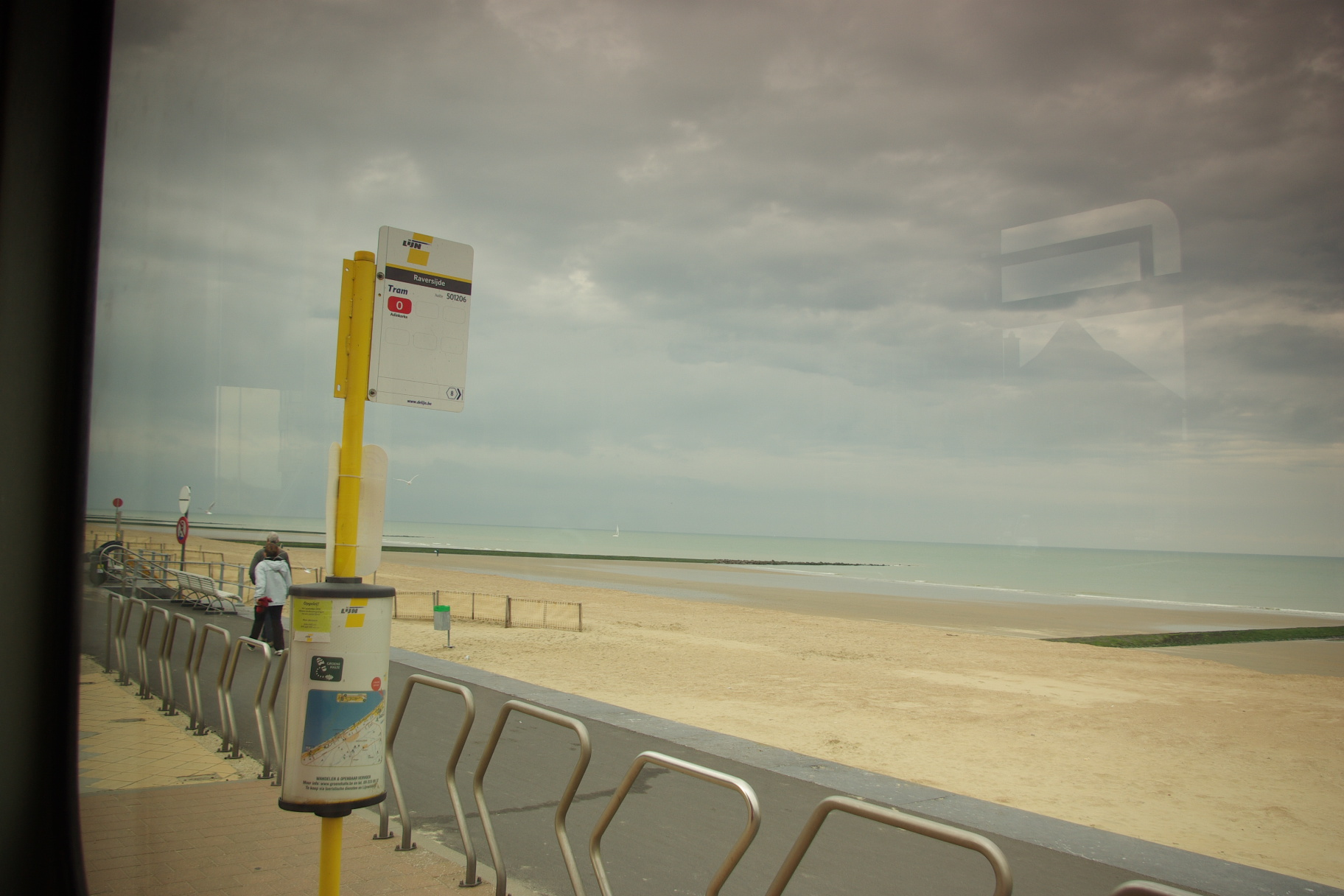
La station Raversijde se trouve sur la plage…

|  |   |  | Stations            | Lat/Long                    | Sections      | Correspondances                                                                       |  |
|  | - |  | ------------------- | --------------------------- | ------------- | ------------------------------------------------------------------------------------- |  |
|  | O |  | Station             | 51° 20′ 31″ N, 3° 17′ 05″ E | Knokke        | SNCB, Bus 3, 12, 41, 45                                                               |  |
|  | o |  | Kerk                | 51° 20′ 27″ N, 3° 15′ 43″ E | Duinbergen    | arrêt SNCB (à moins de 300 m)                                                         |  |
|  | o |  | Willemspark         | 51° 20′ 23″ N, 3° 15′ 09″ E | Heist         |                                                                                       |  |
|  | o |  | Heldenplein         | 51° 20′ 25″ N, 3° 14′ 28″ E | Heist         | gare SNCB (à environ 700 m)                                                           |  |
|  | o |  | Dijk                | 51° 20′ 23″ N, 3° 13′ 58″ E | Heist         |                                                                                       |  |
|  | o |  | Zeesluis            | 51° 20′ 16″ N, 3° 13′ 16″ E | Zeebruges     |                                                                                       |  |
|  | o |  | Kerk                | 51° 19′ 54″ N, 3° 12′ 23″ E | Zeebruges     | Bus 47                                                                                |  |
|  | o |  | Stationswijk        | 51° 19′ 42″ N, 3° 11′ 39″ E | Zeebruges     | SNCB, Bus 47                                                                          |  |
|  | o |  | Strandwijk          | 51° 19′ 38″ N, 3° 10′ 58″ E | Zeebruges     |                                                                                       |  |
|  | o |  | Duinse Polders      | 51° 19′ 16″ N, 3° 09′ 14″ E | Blankenberge  |                                                                                       |  |
|  | o |  | Pier                | 51° 19′ 05″ N, 3° 08′ 19″ E | Blankenberge  |                                                                                       |  |
|  | o |  | Station             | 51° 18′ 48″ N, 3° 07′ 58″ E | Blankenberge  | SNCB, Bus 38, 40                                                                      |  |
|  | o |  | Markt               | 51° 18′ 46″ N, 3° 07′ 23″ E | Blankenberge  | Bus 38                                                                                |  |
|  | o |  | Maritieme Zone      | 51° 18′ 32″ N, 3° 07′ 01″ E | Blankenberge  |                                                                                       |  |
|  | o |  | Harendijke          | 51° 18′ 37″ N, 3° 06′ 30″ E | Wenduine      |                                                                                       |  |
|  | o |  | Manitoba            | 51° 18′ 12″ N, 3° 05′ 07″ E | Wenduine      | Bus 31                                                                                |  |
|  | o |  | Centrum             | 51° 18′ 03″ N, 3° 04′ 43″ E | Wenduine      | Bus 31                                                                                |  |
|  | o |  | Molen               | 51° 17′ 48″ N, 3° 04′ 34″ E | Wenduine      | Bus 31                                                                                |  |
|  | o |  | Konijnenpad         | 51° 17′ 29″ N, 3° 03′ 58″ E | Wenduine      |                                                                                       |  |
|  | o |  | Zwarte Kiezel       | 51° 17′ 09″ N, 3° 02′ 59″ E | Le Coq        |                                                                                       |  |
|  | o |  | Waterkasteellaan    | 51° 16′ 35″ N, 3° 02′ 33″ E | Le Coq        |                                                                                       |  |
|  | o |  | Aan Zee             | 51° 16′ 22″ N, 3° 01′ 58″ E | Le Coq        | Bus 31                                                                                |  |
|  | o |  | Zeepreventorium     | 51° 16′ 15″ N, 3° 01′ 20″ E | Le Coq        |                                                                                       |  |
|  | o |  | Vosseslag           | 51° 15′ 51″ N, 3° 00′ 09″ E | Le Coq        |                                                                                       |  |
|  | o |  | Renbaan             | 51° 15′ 20″ N, 2° 58′ 58″ E | Bredene       |                                                                                       |  |
|  | o |  | Campings            | 51° 15′ 06″ N, 2° 58′ 08″ E | Bredene       |                                                                                       |  |
|  | o |  | Duinenplein         | 51° 14′ 55″ N, 2° 57′ 43″ E | Bredene       |                                                                                       |  |
|  | o |  | Oosteroever         | 51° 14′ 14″ N, 2° 56′ 24″ E | Ostende       |                                                                                       |  |
|  | o |  | Vismijn             | 51° 13′ 38″ N, 2° 56′ 28″ E | Ostende       |                                                                                       |  |
|  | O |  | Station             | 51° 13′ 39″ N, 2° 55′ 31″ E | Ostende       | SNCB, Bus 1, 2, 4, 5, 7, 21, 22, 23, 35, 46, 50, 51, 52, 53, 54, 58, 60, 83, 504, 611 |  |
|  | o |  | Marie-Joséplein     | 51° 13′ 51″ N, 2° 54′ 52″ E | Ostende       | Bus 1, 4, 5, 46, 81, 82, 83, 84, 85, 86, 87, 89                                       |  |
|  | o |  | Koninginnelaan      | 51° 13′ 34″ N, 2° 54′ 22″ E | Ostende       |                                                                                       |  |
|  | o |  | Renbaan             | 51° 13′ 23″ N, 2° 53′ 43″ E | Ostende       |                                                                                       |  |
|  | o |  | Northlaan           | 51° 13′ 09″ N, 2° 53′ 13″ E | Mariakerke    |                                                                                       |  |
|  | o |  | Mariakerke Bad      | 51° 12′ 56″ N, 2° 52′ 49″ E | Mariakerke    |                                                                                       |  |
|  | o |  | Duinenkerkje        | 51° 12′ 48″ N, 2° 52′ 23″ E | Mariakerke    |                                                                                       |  |
|  | o |  | Middenlaan          | 51° 12′ 26″ N, 2° 51′ 33″ E | Raversyde     |                                                                                       |  |
|  | o |  | Provinciedomein     | 51° 12′ 01″ N, 2° 50′ 34″ E | Raversyde     |                                                                                       |  |
|  | o |  | De Greefplein       | 51° 11′ 23″ N, 2° 49′ 11″ E | Middelkerke   |                                                                                       |  |
|  | o |  | Casino              | 51° 11′ 14″ N, 2° 48′ 51″ E | Middelkerke   |                                                                                       |  |
|  | o |  | Verhaeghelaan       | 51° 10′ 57″ N, 2° 48′ 13″ E | Middelkerke   |                                                                                       |  |
|  | o |  | Krokodiel           | 51° 10′ 40″ N, 2° 47′ 32″ E | Middelkerke   |                                                                                       |  |
|  | o |  | Belle Vue           | 51° 10′ 29″ N, 2° 47′ 11″ E | Westende      |                                                                                       |  |
|  | o |  | Bad                 | 51° 10′ 09″ N, 2° 46′ 33″ E | Westende      |                                                                                       |  |
|  | o |  | Sint-Laureins       | 51° 09′ 51″ N, 2° 45′ 53″ E | Westende      |                                                                                       |  |
|  | o |  | Zeelaan             | 51° 09′ 17″ N, 2° 44′ 56″ E | Lombardsijde  |                                                                                       |  |
|  | o |  | Schoolstraat        | 51° 08′ 56″ N, 2° 45′ 02″ E | Lombardsijde  |                                                                                       |  |
|  | o |  | Stad                | 51° 08′ 01″ N, 2° 45′ 09″ E | Nieuport      | Bus 41, 60, 611, 612                                                                  |  |
|  | o |  | Cardijnlaan         | 51° 08′ 13″ N, 2° 44′ 29″ E | Nieuport      |                                                                                       |  |
|  | o |  | Victorlaan          | 51° 08′ 33″ N, 2° 44′ 00″ E | Nieuport      |                                                                                       |  |
|  | o |  | Bad                 | 51° 08′ 55″ N, 2° 43′ 15″ E | Nieuport      |                                                                                       |  |
|  | o |  | Sint-Bernardusplein | 51° 08′ 39″ N, 2° 42′ 37″ E | Nieuport      |                                                                                       |  |
|  | o |  | Groenendijk         | 51° 08′ 25″ N, 2° 42′ 02″ E | Oostdunkerque | Bus 61, 611                                                                           |  |
|  | o |  | Duinpark            | 51° 08′ 02″ N, 2° 40′ 59″ E | Ostdunkerque  | Bus 61, 611                                                                           |  |
|  | o |  | Bad                 | 51° 07′ 57″ N, 2° 40′ 22″ E | Ostdunkerque  | Bus 61, 611                                                                           |  |
|  | o |  | Schipgat            | 51° 07′ 29″ N, 2° 39′ 34″ E | Ostdunkerque  |                                                                                       |  |
|  | o |  | Lejeunelaan         | 51° 07′ 17″ N, 2° 38′ 27″ E | Coxyde        |                                                                                       |  |
|  | o |  | Bad                 | 51° 07′ 14″ N, 2° 38′ 06″ E | Coxyde        |                                                                                       |  |
|  | o |  | Ster der Zee        | 51° 06′ 43″ N, 2° 37′ 20″ E | Coxyde        | Bus 61, 611                                                                           |  |
|  | o |  | Sint-Idesbald       | 51° 06′ 40″ N, 2° 36′ 46″ E | Coxyde        |                                                                                       |  |
|  | o |  | Canadezenplein      | 51° 06′ 19″ N, 2° 35′ 54″ E | La Panne      |                                                                                       |  |
|  | o |  | Centrum             | 51° 06′ 08″ N, 2° 35′ 21″ E | La Panne      | Bus 56                                                                                |  |
|  | o |  | Esplanade           | 51° 05′ 50″ N, 2° 34′ 57″ E | La Panne      | Bus 56                                                                                |  |
|  | o |  | Kerk                | 51° 05′ 36″ N, 2° 35′ 20″ E | La Panne      |                                                                                       |  |
|  | o |  | Moeder Lambic       | 51° 05′ 13″ N, 2° 36′ 01″ E | La Panne      |                                                                                       |  |
|  | o |  | Plopsaland          | 51° 04′ 51″ N, 2° 36′ 06″ E | Adinkerque    | Bus 55                                                                                |  |
|  | o |  | Station             | 51° 04′ 38″ N, 2° 36′ 04″ E | Adinkerque    | SNCB, Bus 55, 57, P+R, DK'BUS : 20                                                    |  |
|  |   |  |                     |                             |               |                                                                                       |  |

### La voie
La ligne est intégralement constituée d'une double voie à l'écartement métrique. L'alimentation électrique est assurée sous 600 V continu par une caténaire lourde à deux câbles porteurs et un fil de contact, dans les zones interurbaines, et par un fil de contact, souvent suspendu depuis les façades des immeubles, pour les zones urbaines sans site propre.

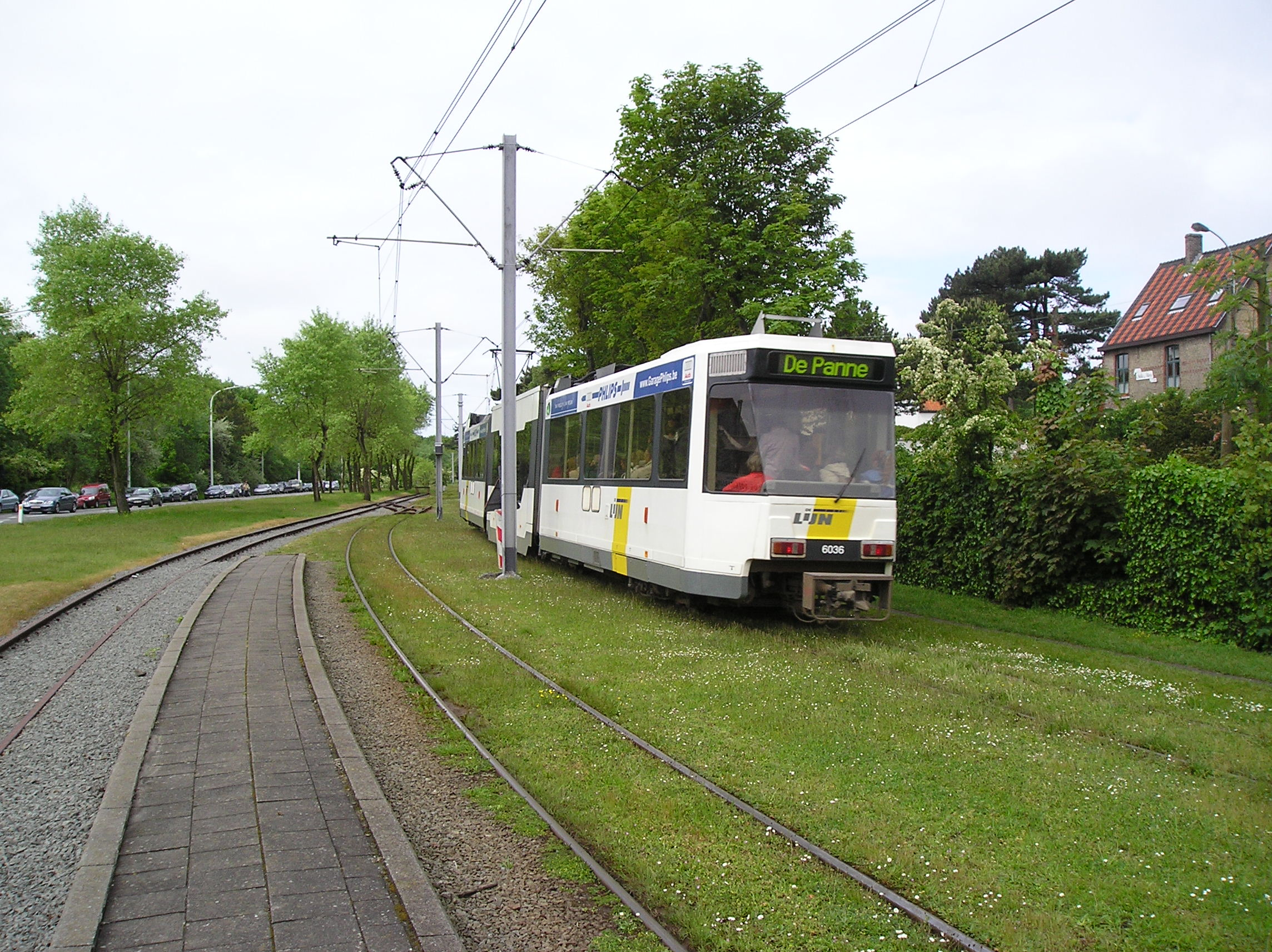
Tram avant l'arrêt du Coq-sur-Mer. La plate-forme du tramway est recouverte de gazon.
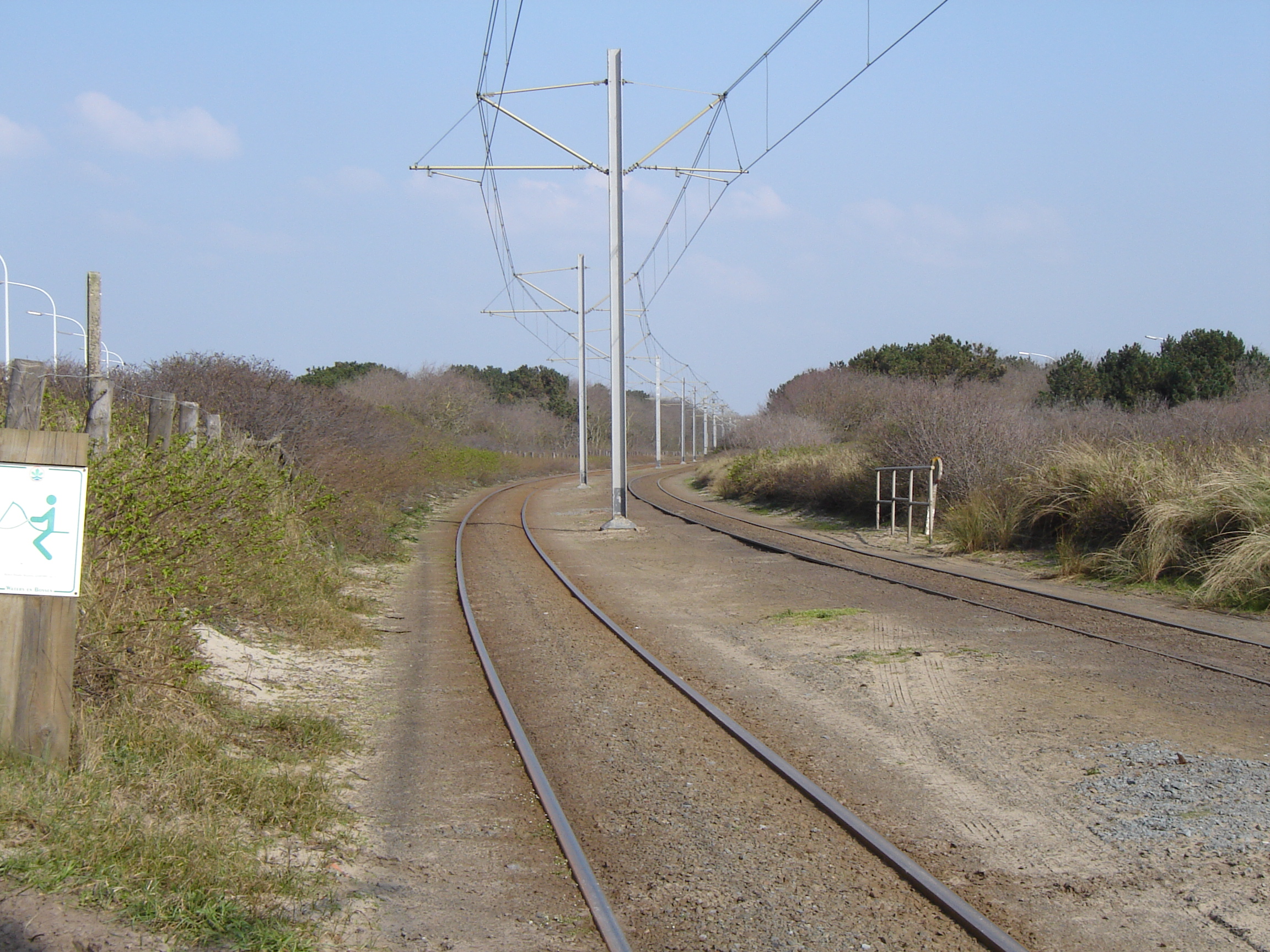
Structure ferroviaire de la voie entre Le Coq-sur-Mer et Wenduine. La voie y est posée sur du sable et l'alimentation électrique est réalisée par une caténaire.
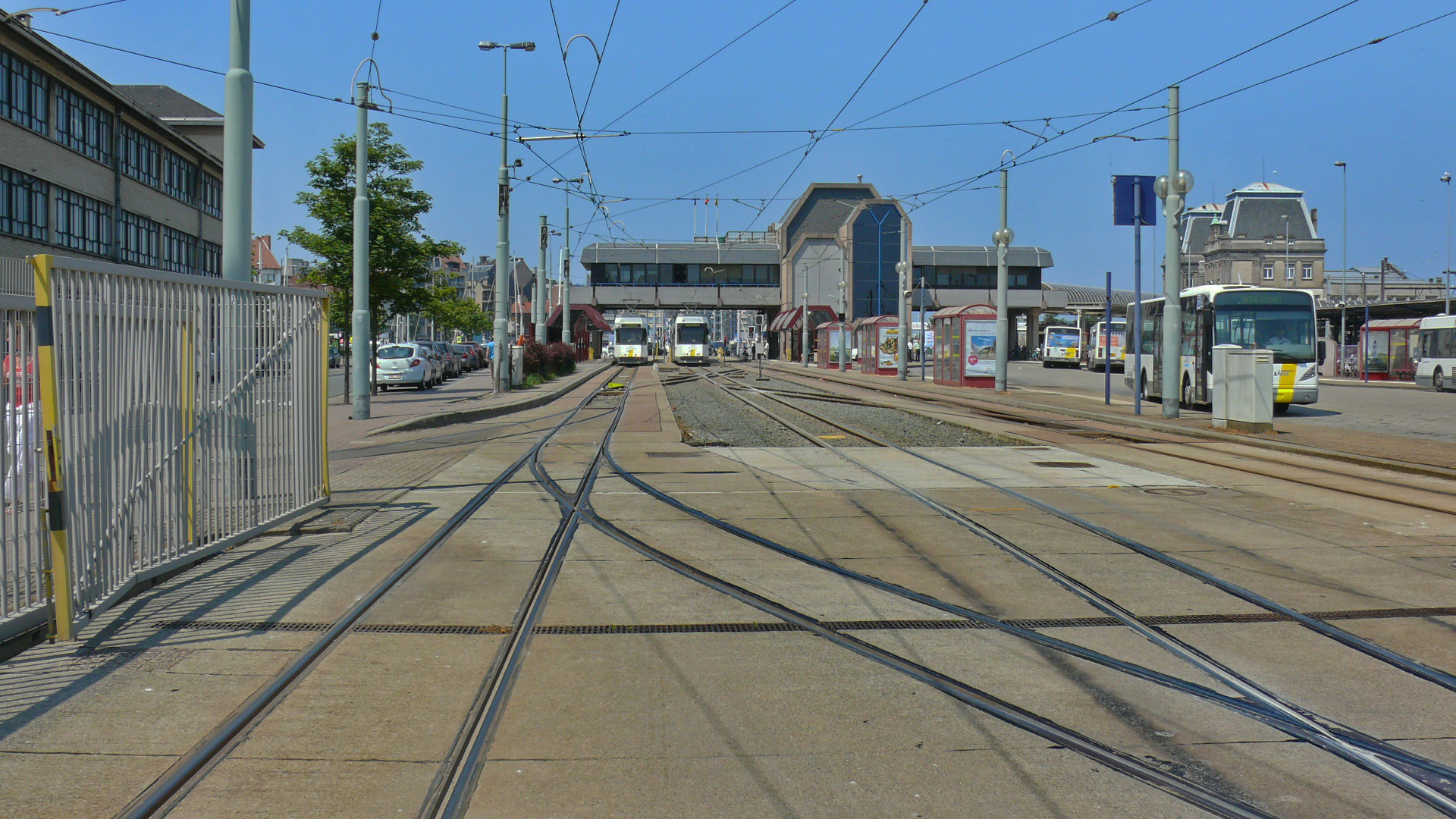
Arrière station de la gare d'Ostende. Le cliché montre une partie du plan de voies ; les deux voies rectilignes donnent accès au dépôt, les deux voies inclinées vers la droite sont celles de la ligne vers Knokke, et la voie qui sort à gauche de l'emprise ferroviaire est celle de la boucle de retournement/triangle de manœuvre.
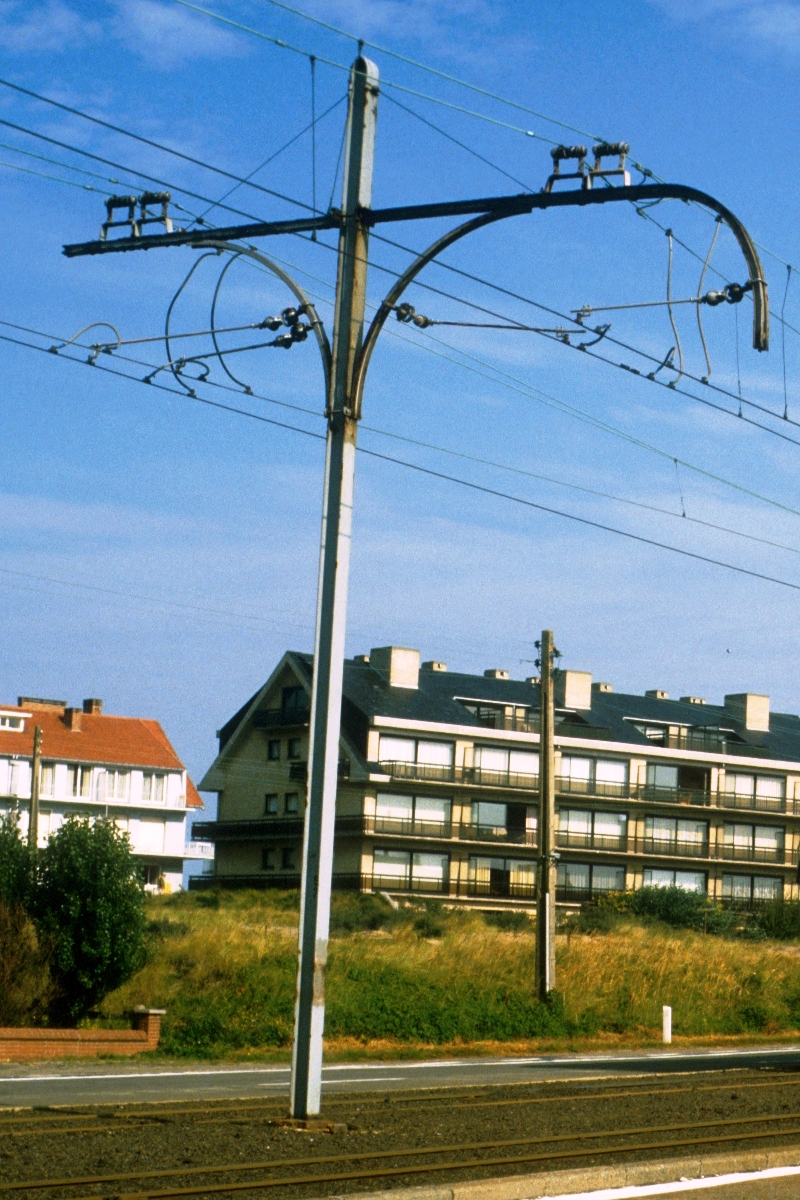
La caténaire type Grey, datant des années 1930, a été remplacée par le dispositif actuel.
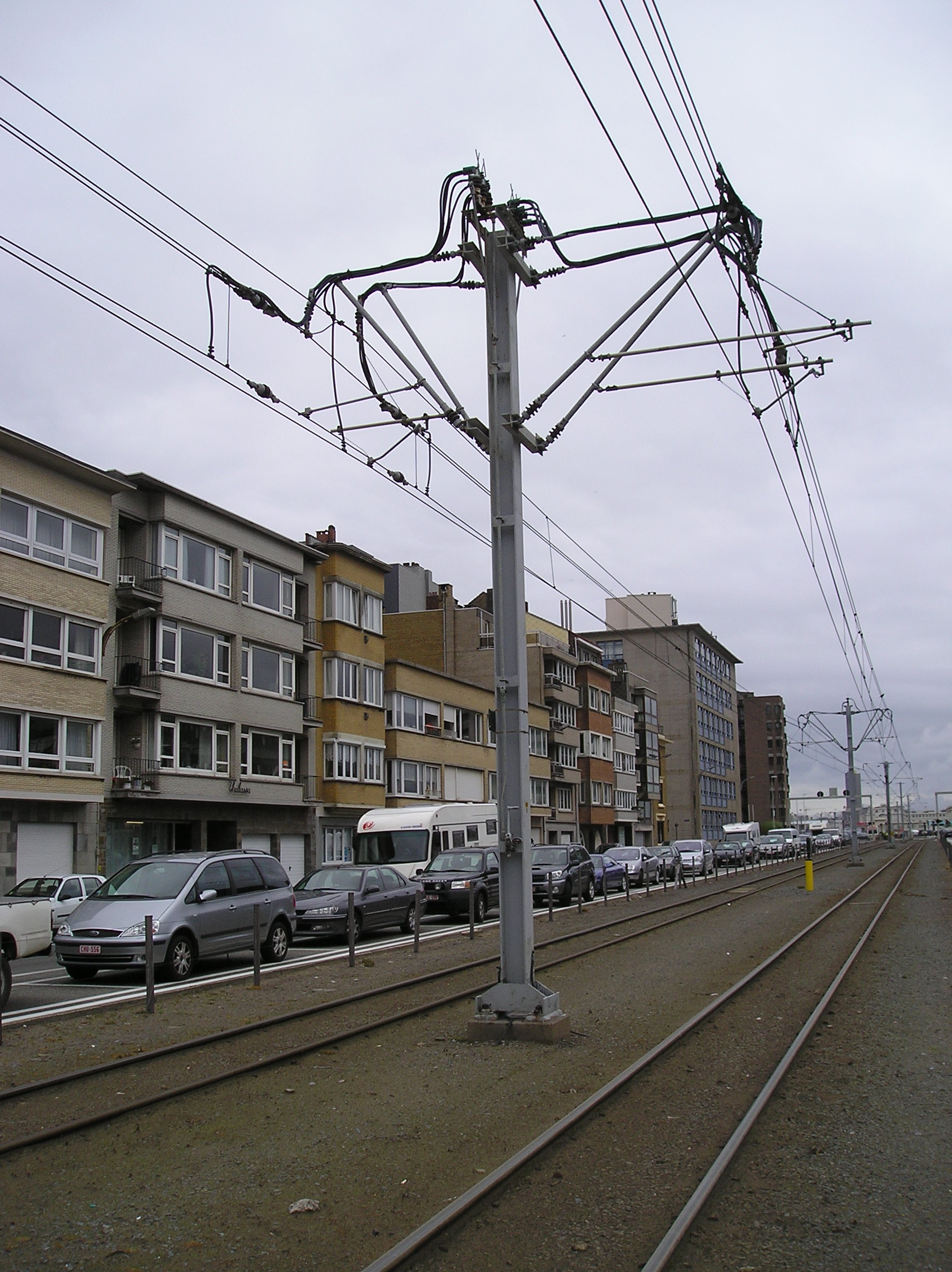
Caténaire actuelle.
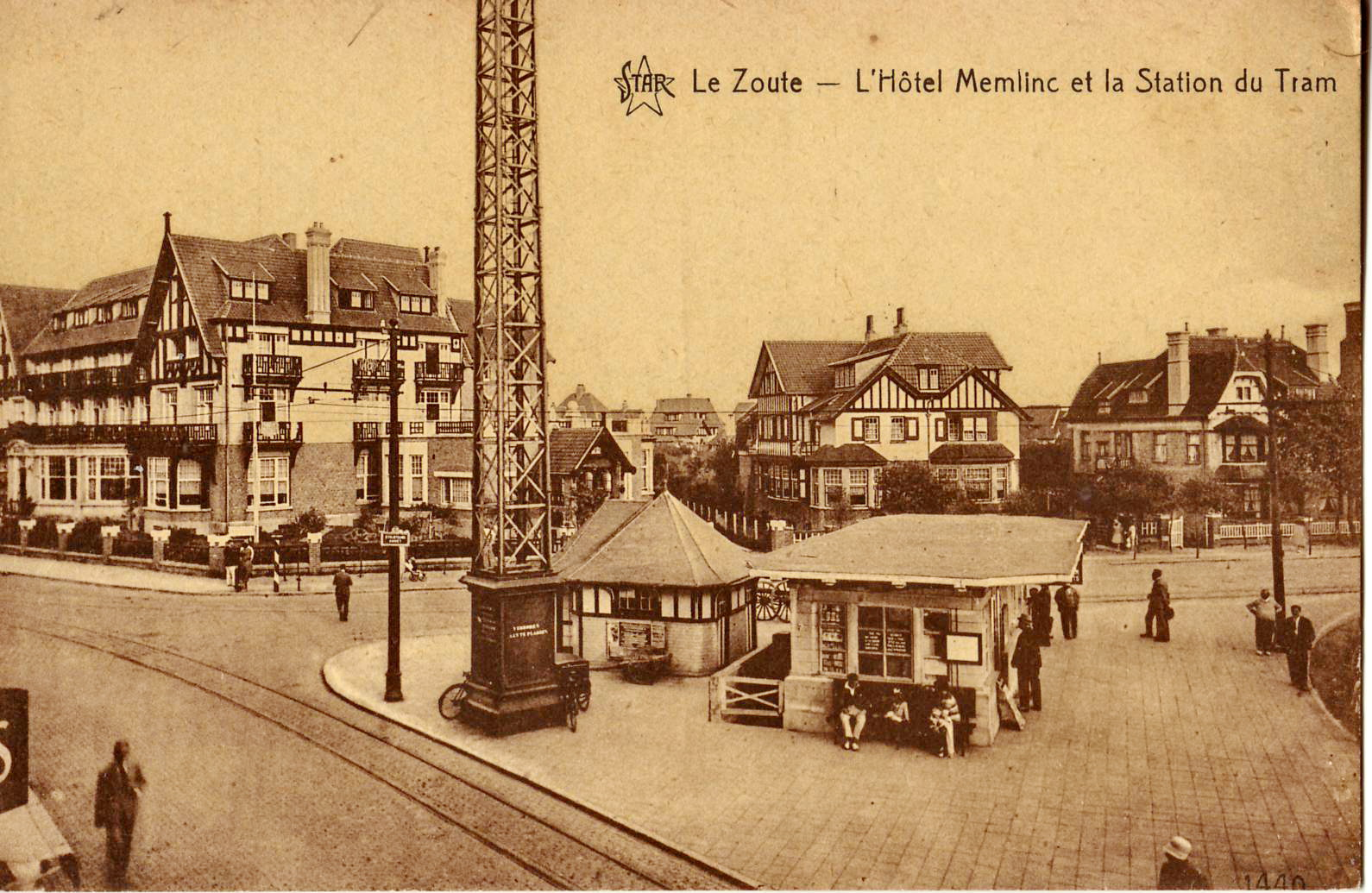
La boucle de l'ancien terminus du Zoute avant la Première Guerre mondiale.

### Les stations

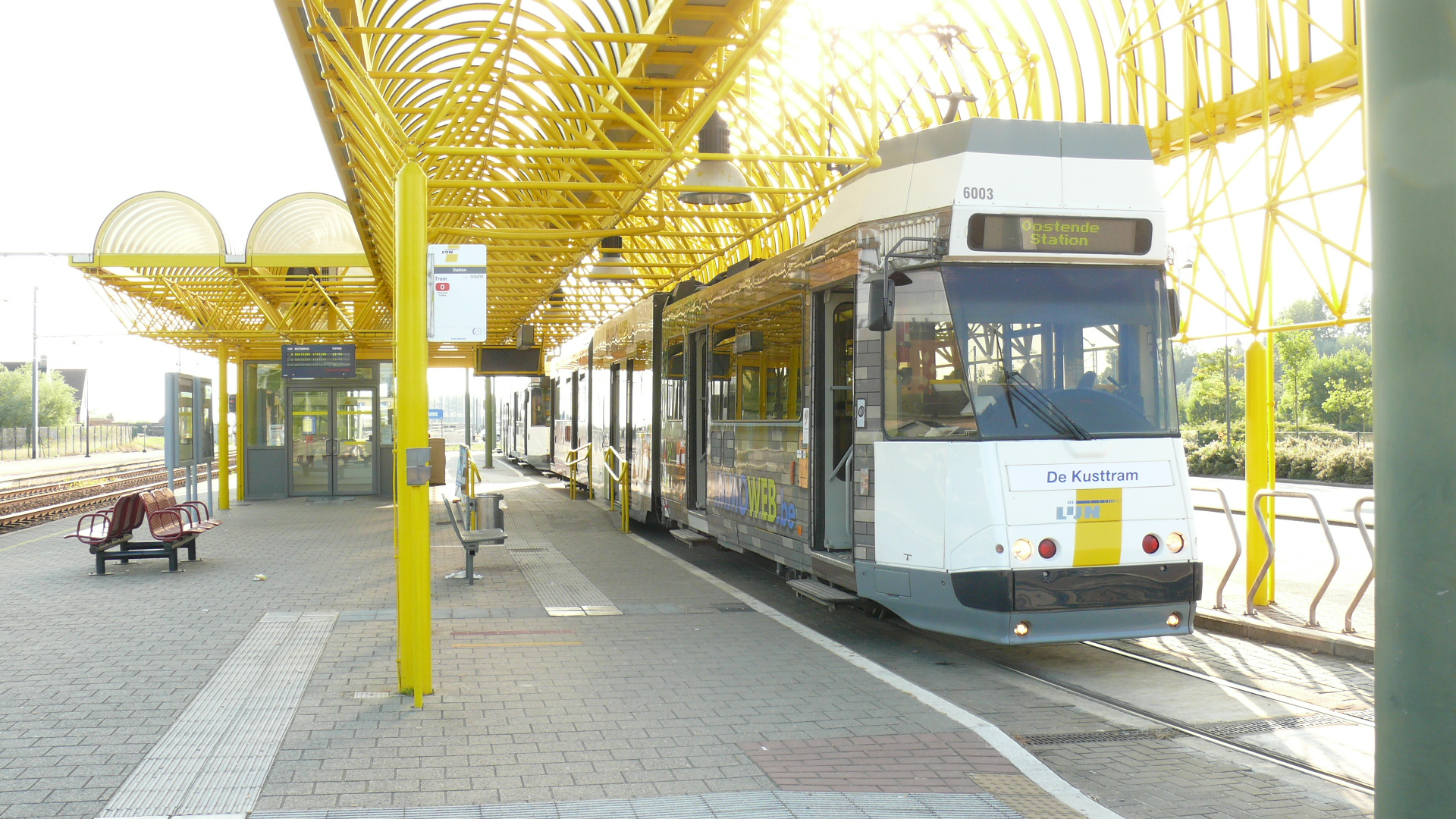
Le terminus de la gare de la Panne (De Panne station) se trouve directement sur le quai du train SNCB…
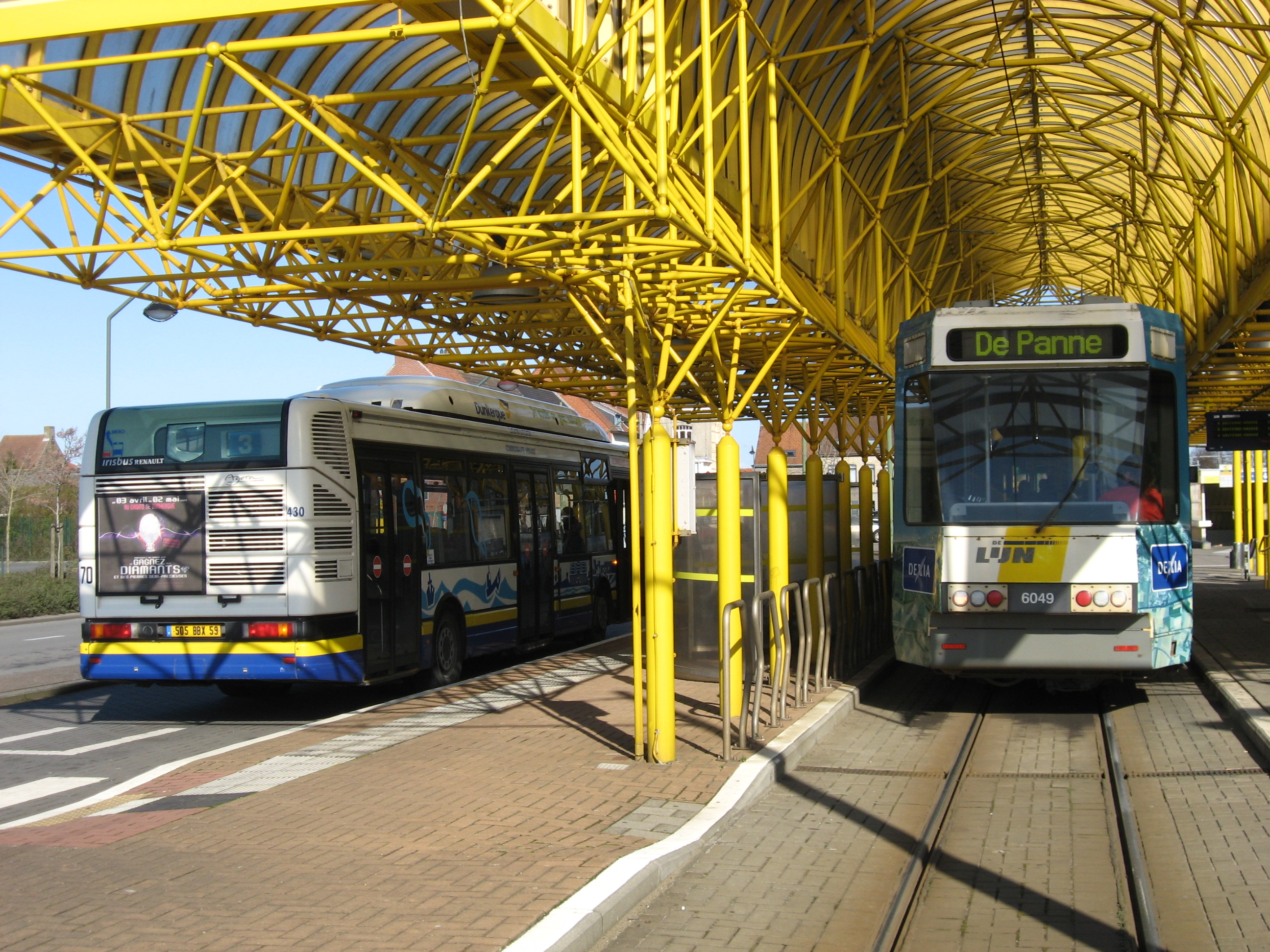
… et l'accès aux bus y est particulièrement aisé, ici sur la photo, correspondance avec le réseau bus de Dunkerque (France) par DK'Bus, (plaque d'immatriculation française).
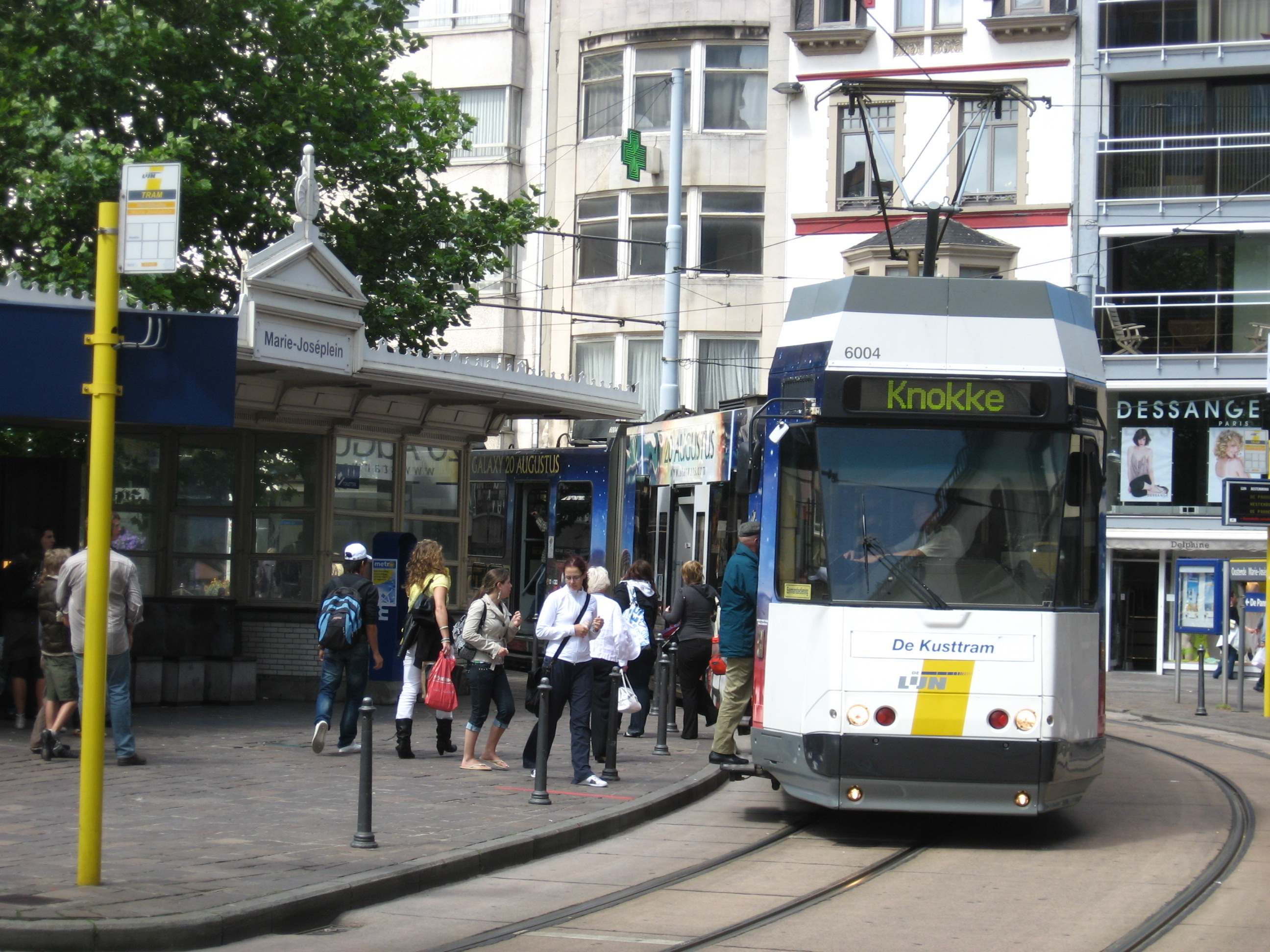
L'aubette ancienne de la station Place Marie-José d'Ostende (Oostend Marie-Joséplein).
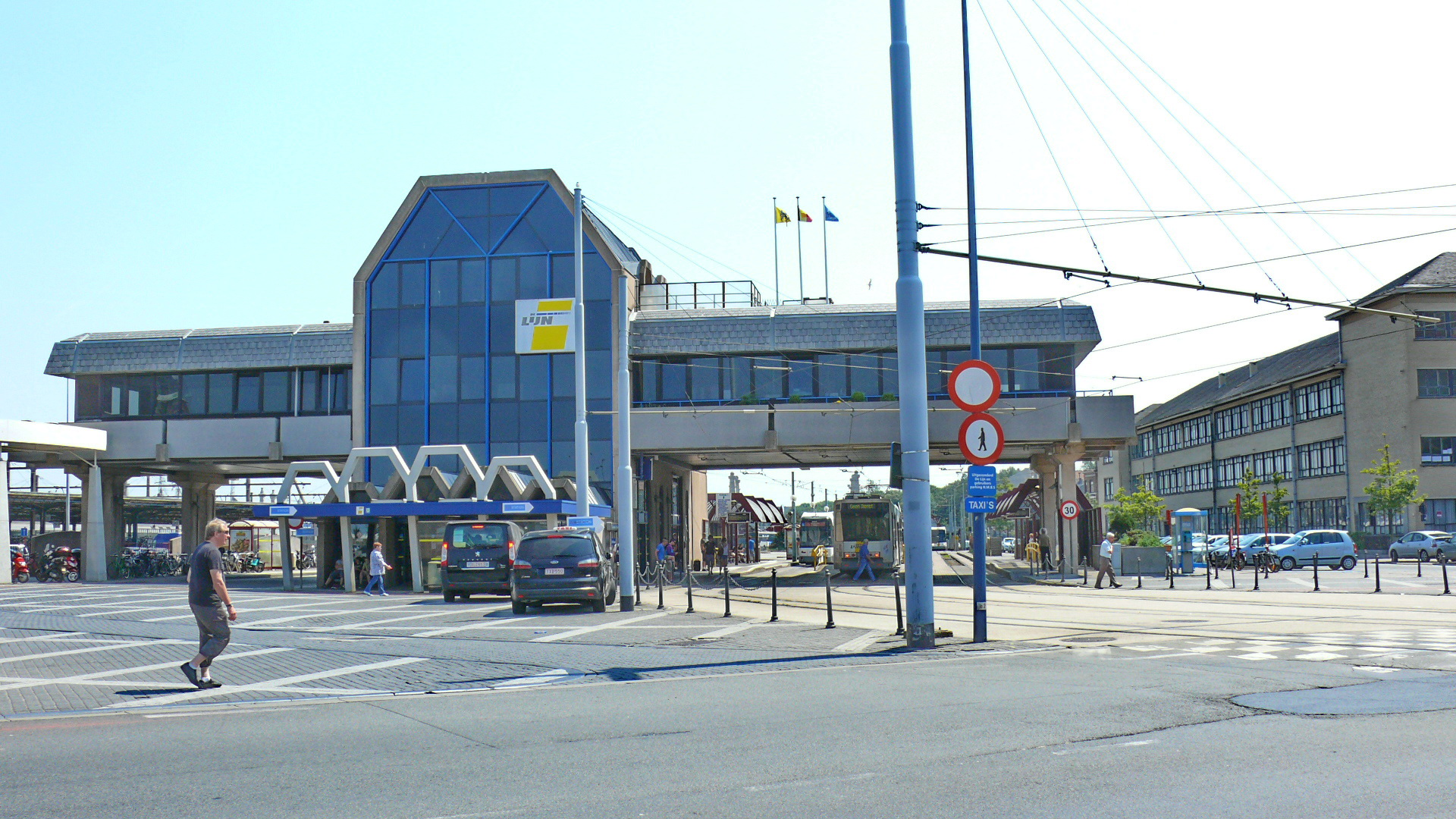
La façade de la station de De Lijn, démolie en 2019, devant la gare d'Ostende.
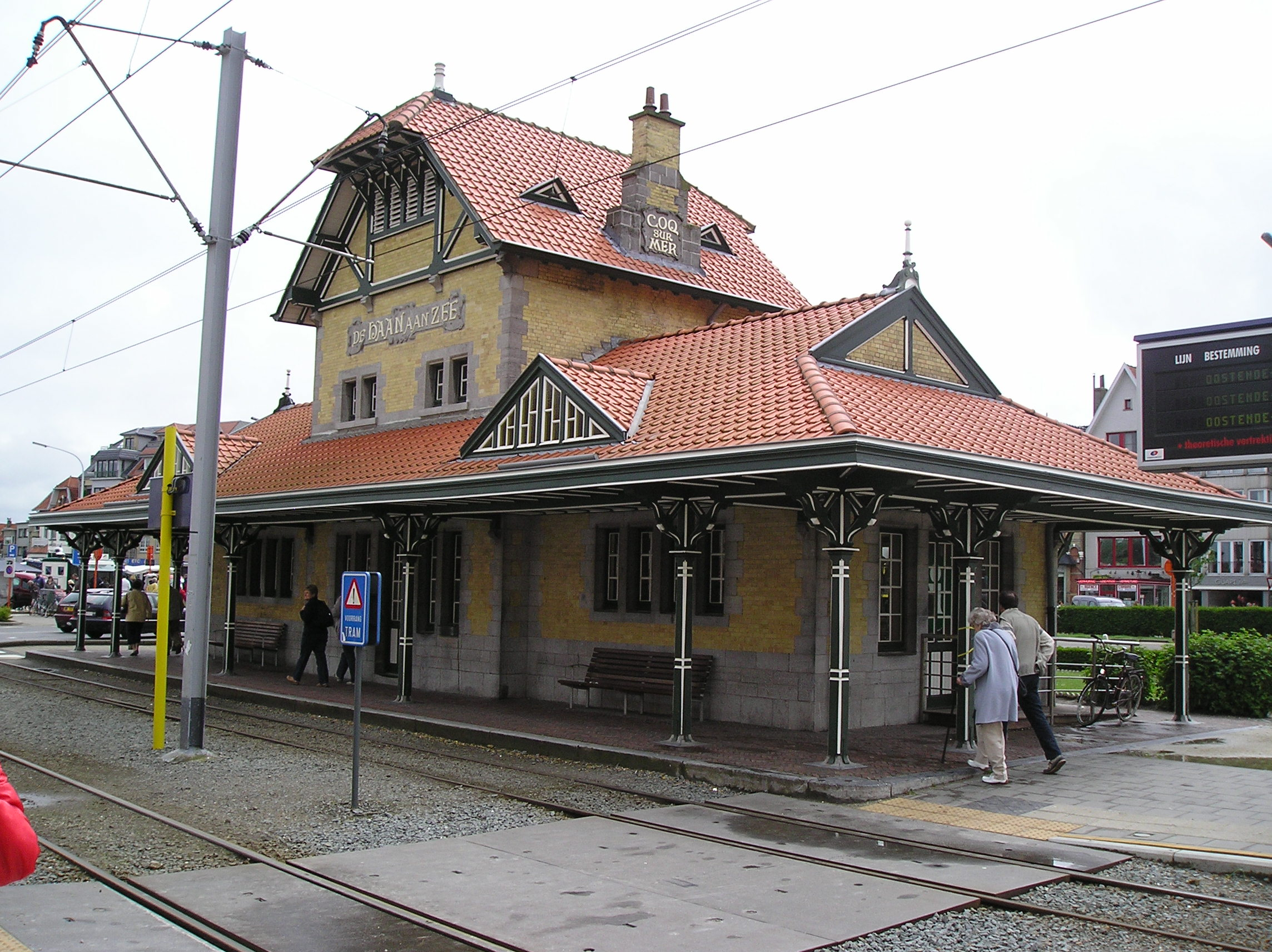
Station du Coq-sur-Mer.
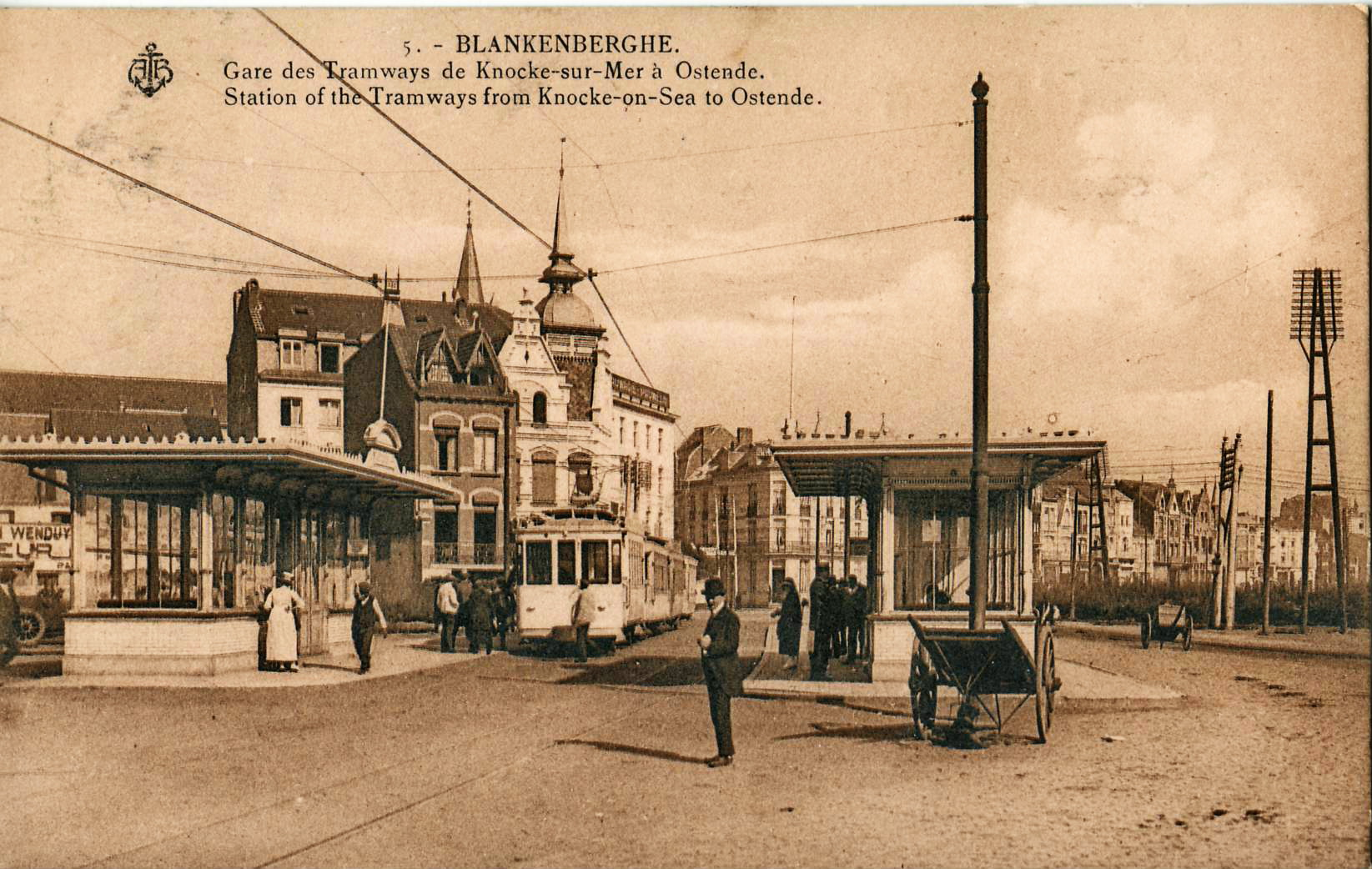
Aménagement de l'ancienne station de Blankenberge, avant la Première Guerre mondiale.
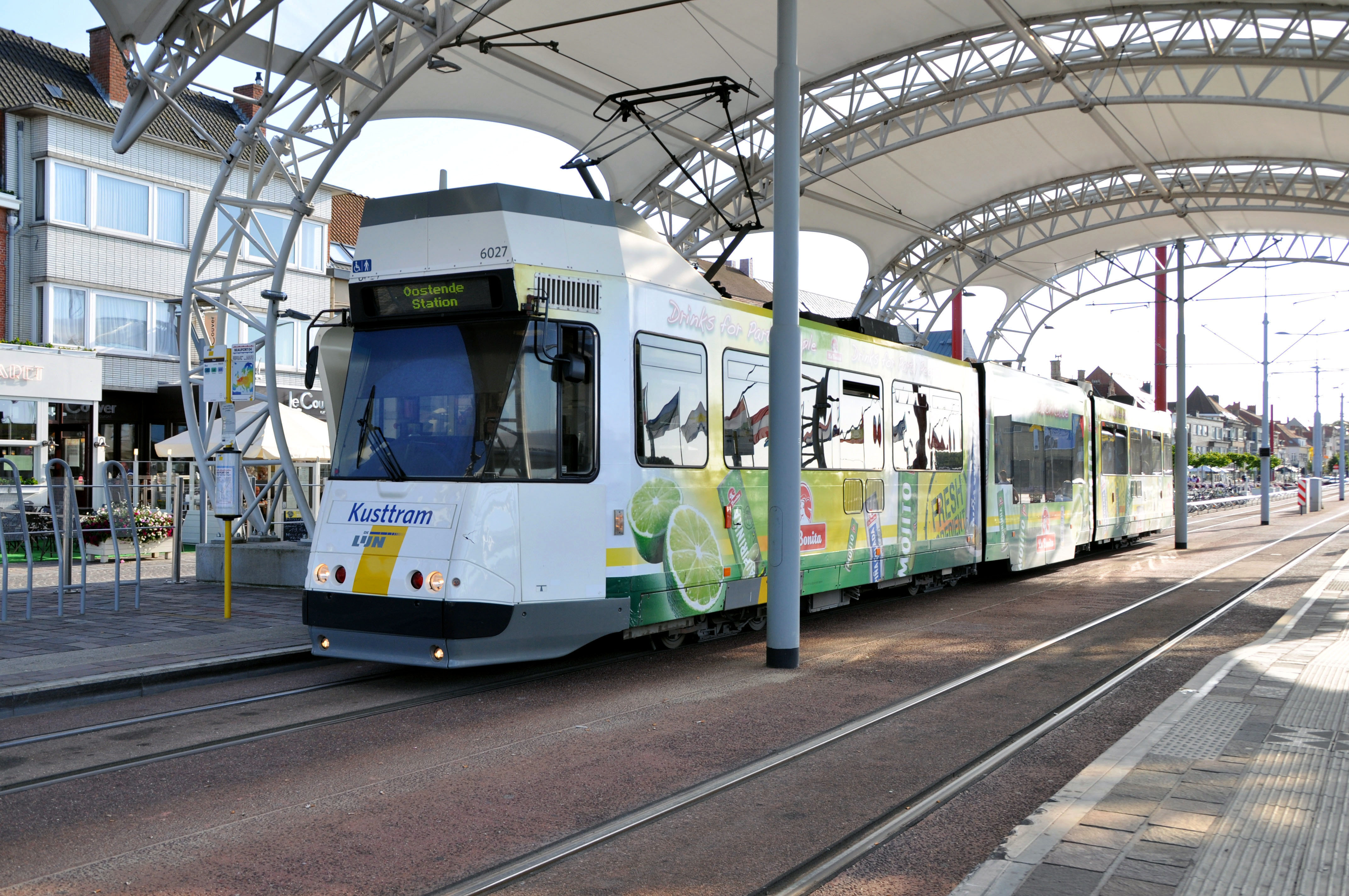
Le kusttram à la station Stad de Nieuport.

### La signalisation

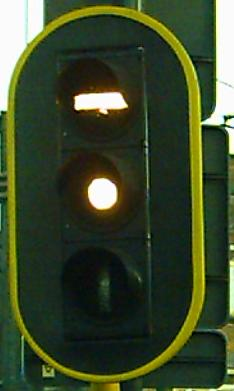
La signalisation tramway de la ligne comporte une indication inhabituelle : l'annonce de la voie libre, matérialisée par l'allumage simultané de l'horizontal et du disque.

La ligne utilise la signalisation tramway habituelle, avec toutefois des spécificités en ce qui concerne les panneaux fixes de limitation de vitesse, de priorité et les indicateurs de direction d'aiguilles.

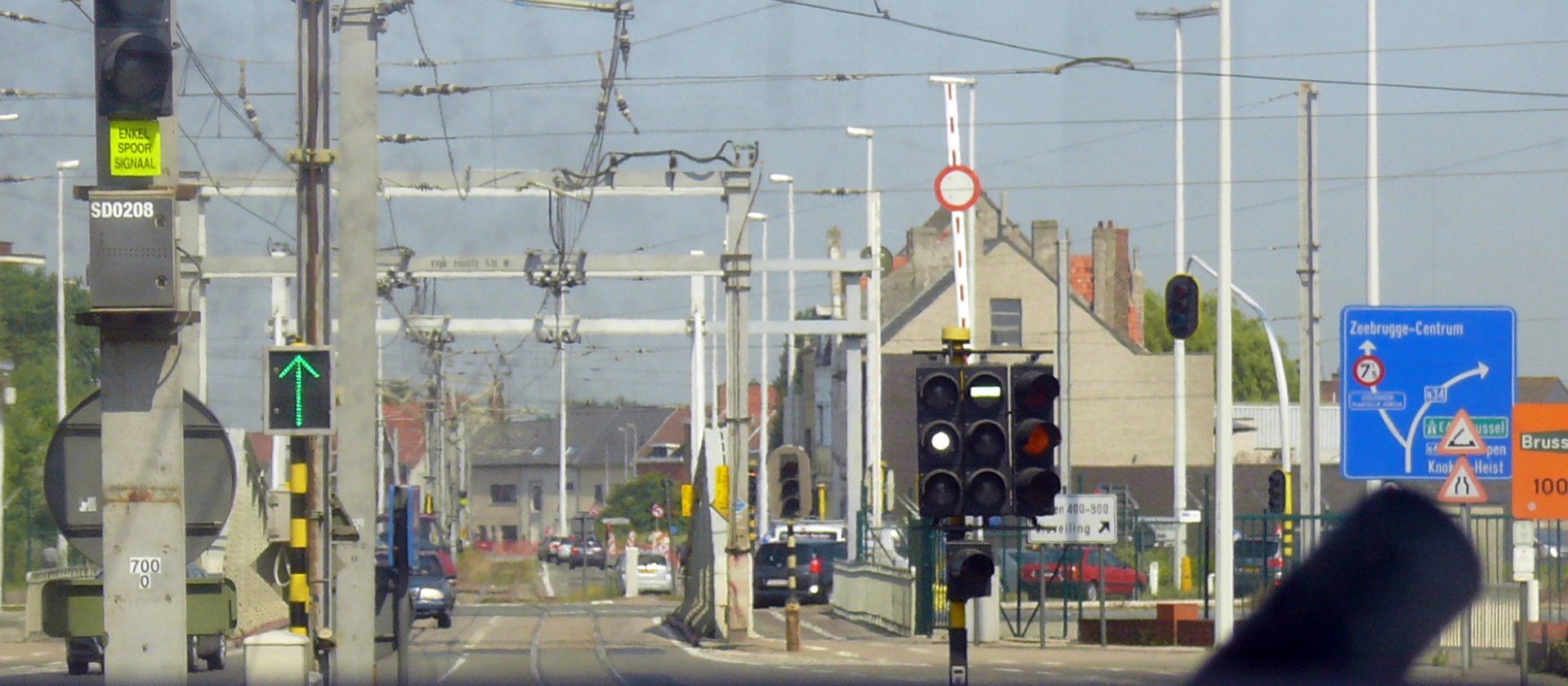
Signalisation de protection d'une bifurcation :
À gauche, le flèche verte indique la destination de la rame.
À droite, un ensemble groupé de deux signaux du tramway (un pour chaque direction) et un signal routier.

### Les dépôts
Le dépôt principal de la ligne se trouve à Ostende, près de la station Hippodrome (Renbaan).
Des remises sont implantées aux deux terminus, ainsi que dans l'arrière-gare de la station Gare d'Ostende (Oostende station), où se trouve également une machine à laver les rames au défilé.
Une remise est inutilisée à l'emplacement de l'ancien terminus de l'Esplanade de la Panne (De Panne - Esplanade).

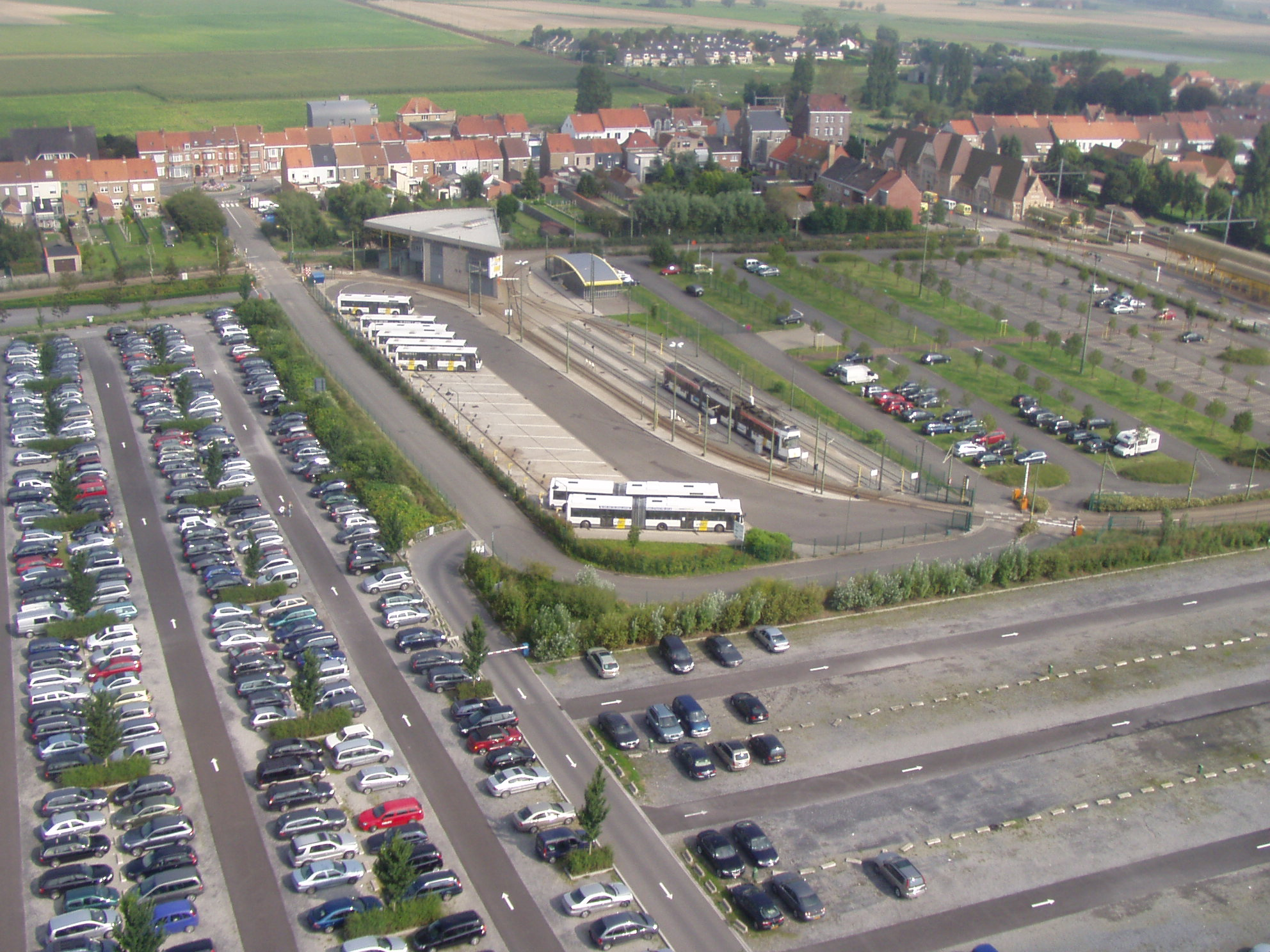
Vue aérienne du dépôt de La Panne-Adinkerke en 2007. La station terminus et la gare SNCB sont à l'extrême droite du cliché.
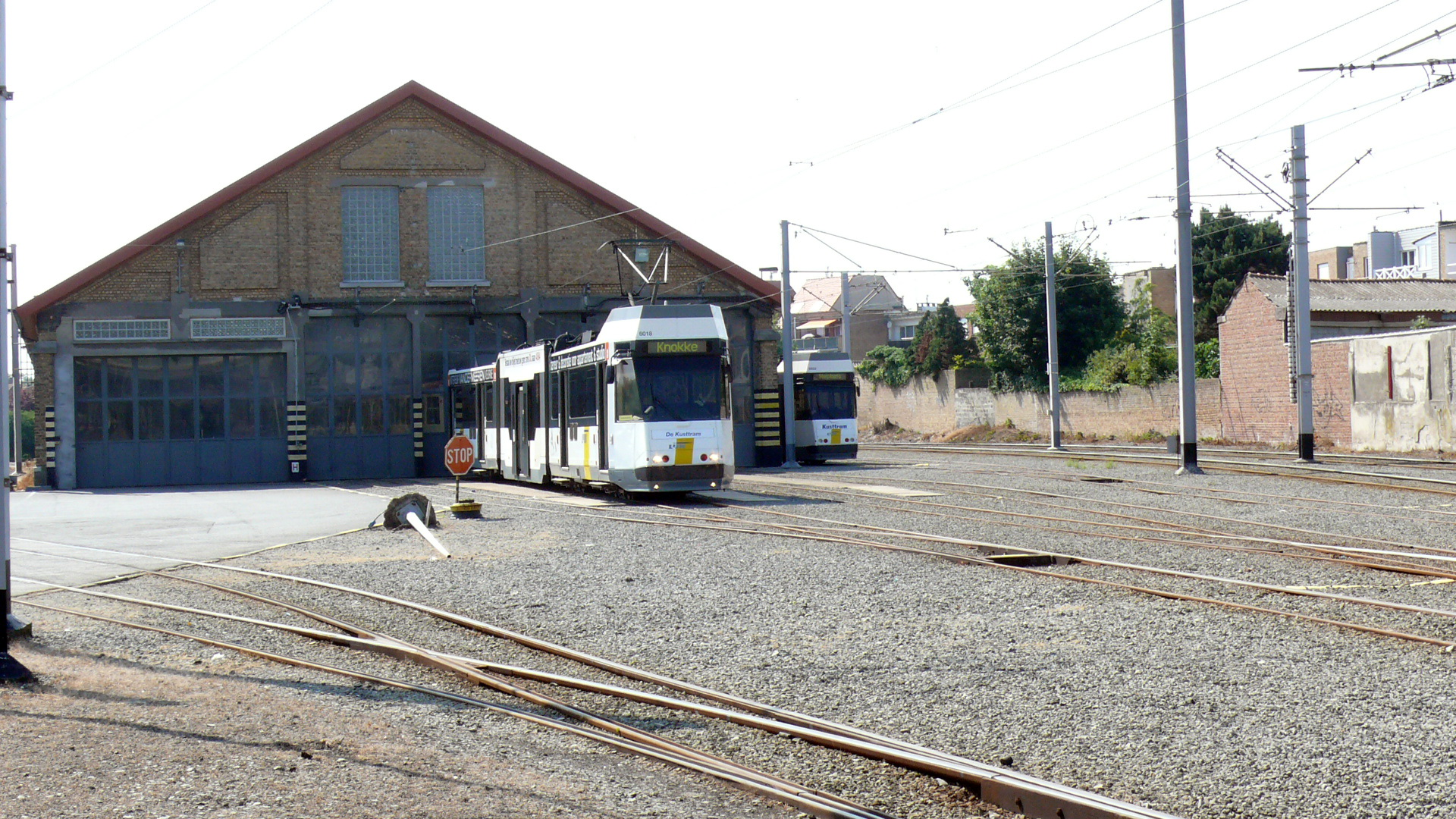
La rame BN 6018 stationne devant la remise du dépôt de Knokke.

Dans le port d'Ostende, depuis mars 2017, un nouveau  dépôt existe du nom de Slijkensesteenweg , pouvant accueillir jusqu'à 51 trams et 85 bus.

## Exploitation

### Fréquences
La ligne est exploitée avec les fréquences suivantes : 
- avant-saison et arrière-saison : toutes les 15 minutes, de 8 heures à 20 heures. En fin de nuit et fin de soirée, la fréquence est réduite jusqu'à un tram par heure[8][source insuffisante] ;
- l'été : 10 minutes, avec des services supplémentaires entre Westende et Ostende ;
- le reste de l'année : 20 minutes ;
- vacances de Noël, Carnaval et Pâques : 15 minutes.

### Tarification
Les billets et abonnements utilisables sur la ligne sont de plusieurs types : 
- le ticket illimité 1  et   2 jours (avec tarif réduit enfant 6–11 ans) et le ticket illimité 1 jour pour toute la famille, valables sur l'ensemble du réseau De Lijn ;
- le ticket « Pluskaart », billet combiné Aller/retour pour le tram et entrée dans un monument ou une attraction ;
- le ticket « Voordeelkaart » est un billet combiné du même type, mais qui permet une réduction pour l'entrée dans le monument ou l'exposition concernée ;
- le ticket 1–2 zones, ou le ticket 3 zones et plus ;
- la carte à usage multiple sur la ligne, valable pour un nombre donné de voyages ;
- le billet « groupe » (pour 5  à   44 voyageurs) ;
- l'abonnement ;
- le billet SMS, acquis sur un téléphone portable.

Les tickets doivent être compostés à chaque entrée dans le tramway. Il est judicieux de les acheter dans les distributeurs automatiques ou les commerces situés à proximité de la ligne, où ils sont vendus moins cher que par le conducteur du tramway.

## Matériel roulant
- BN LRV type 6000 et 6102 (mis hors service depuis le 23 septembre 2023) ;
- CAF Urbos ;
- Type SO ;
- Type Standard.

### Rames BN
Le matériel roulant est constitué par 50 rames fournies par la Brugeoise et Nivelles (dites rames BN), immatriculées dans la série 6000-6049 et fournies du 10 août 1980 au 1er décembre 1983.
Ces rames, qualifiées par le constructeur de « Light Rail Vehicule », ont été fournies également au réseau de Charleroi et au métro de Manille (Philippines), qui a acheté 64 rames. Celles du Tramway de la Côte belge sont monodirectionnelles et d'une puissance de 458 kW, pour une vitesse maximale de 75 km/h.
Initialement, ces rames étaient constituées de 2 caisses articulées, portées par 3 bogies, longues de 22,80 m et larges de 2,50 m, à plancher haut et couplables jusqu'à 3 rames par train. Chaque rame de 2 caisses, lourdes de 48,7 T pouvait transporter 59 voyageurs assis et 88 voyageurs debout. L'accès des voyageurs se faisait par 4 portes par rame, chacune dotée de 2 marches plus une palette mobile.

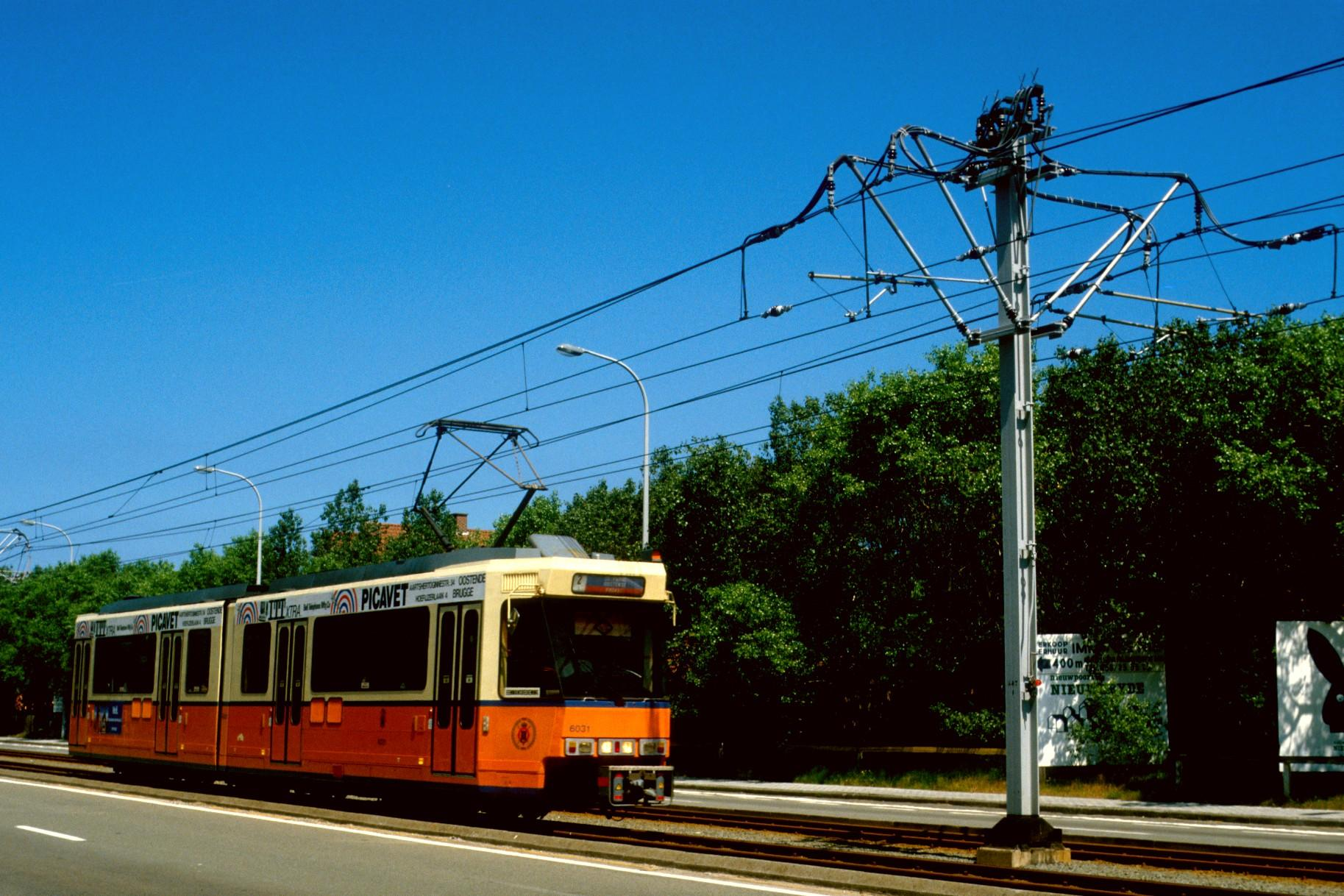
Rame BN dans son état d'origine, à deux caisses reposant sur 3 bogies.

Depuis, ces rames ont été transformées et munies d'une nouvelle caisse centrale, suspendue entre les deux motrices initiales. Compte tenu du mode d'articulation des rames ainsi modifiées, le caisson central n'est pas tributaire de la hauteur des essieux, et est donc situé sensiblement plus bas que le plancher des motrices initiales. Moyennant une petite modification des quais, ce caisson central est accessible aux personnes handicapées.
Par ailleurs, la façade avant des rames a été modifiée, mais la façade arrière des rames BN est restée inchangée.

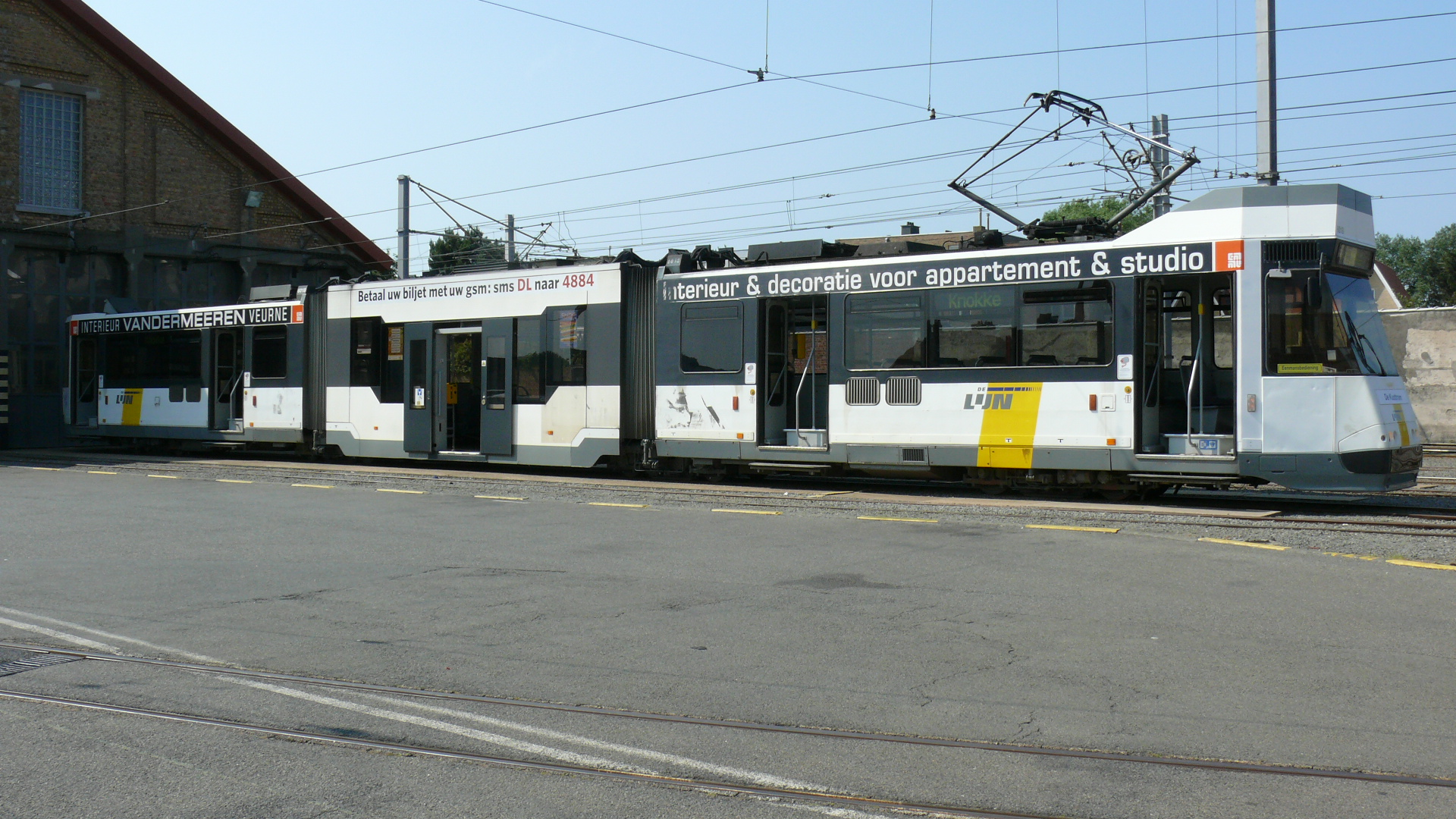
Rame BN après modification. Contrairement aux caisses initiales, accessibles moyennant 3 marches, la caisse surbaissée est accessible aux personnes handicapées.
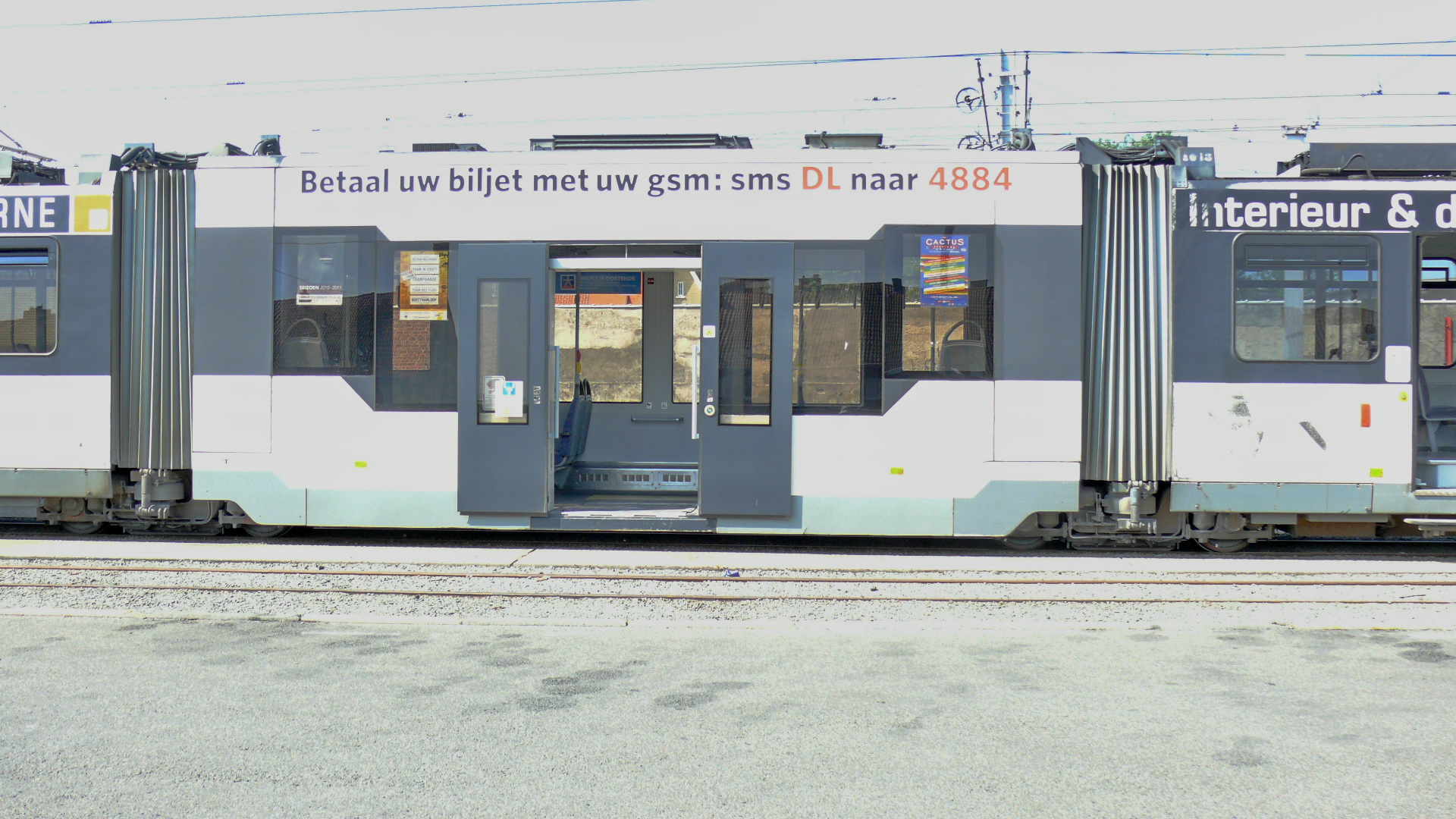
Détail des articulations et des bogies reliant les 2 caisses motrices au caisson surbaissé.
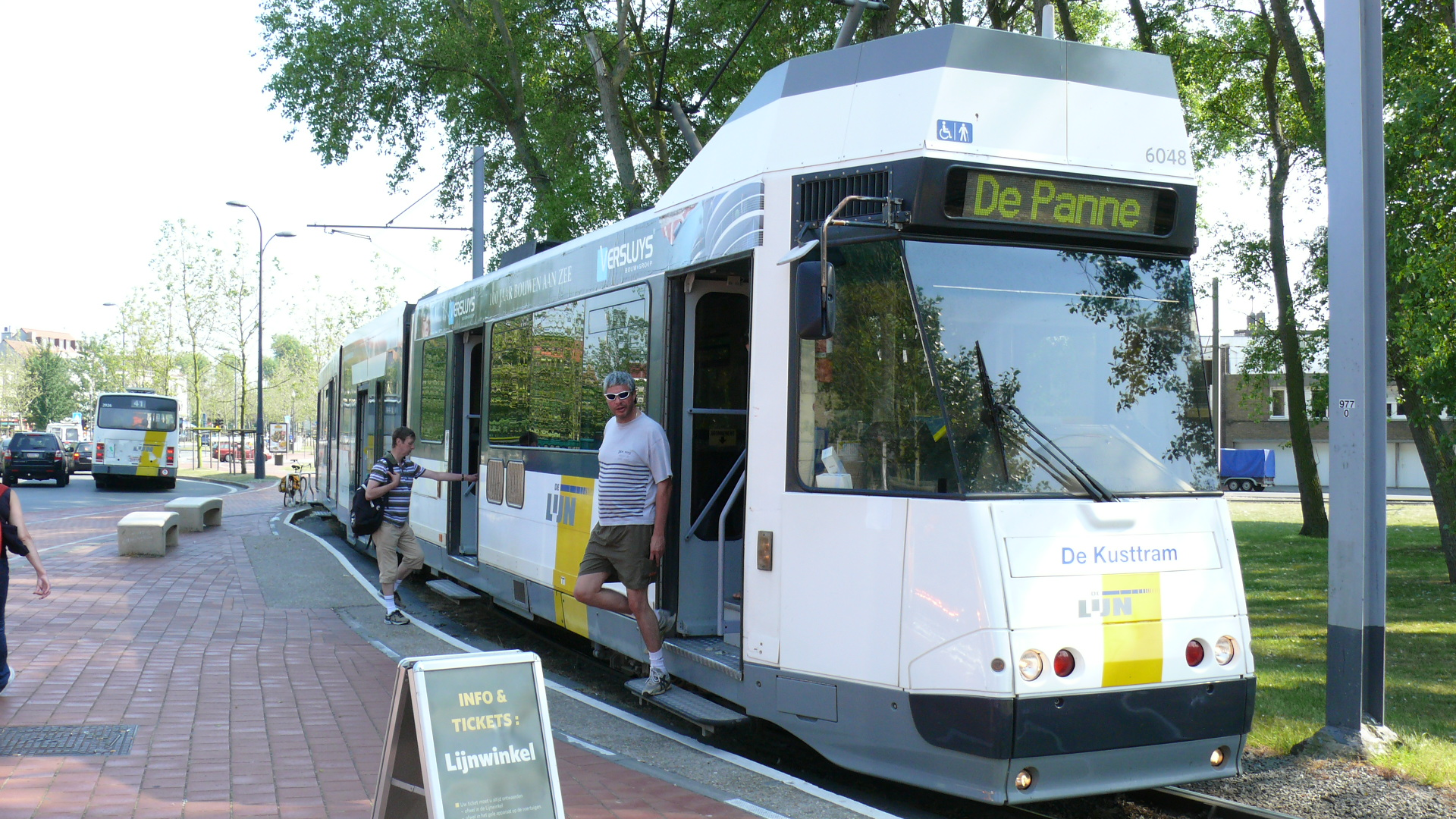
Le plancher haut des caisses motrices nécessite un escalier de 3 marches (dont une palette qui se rétracte hors des stations).
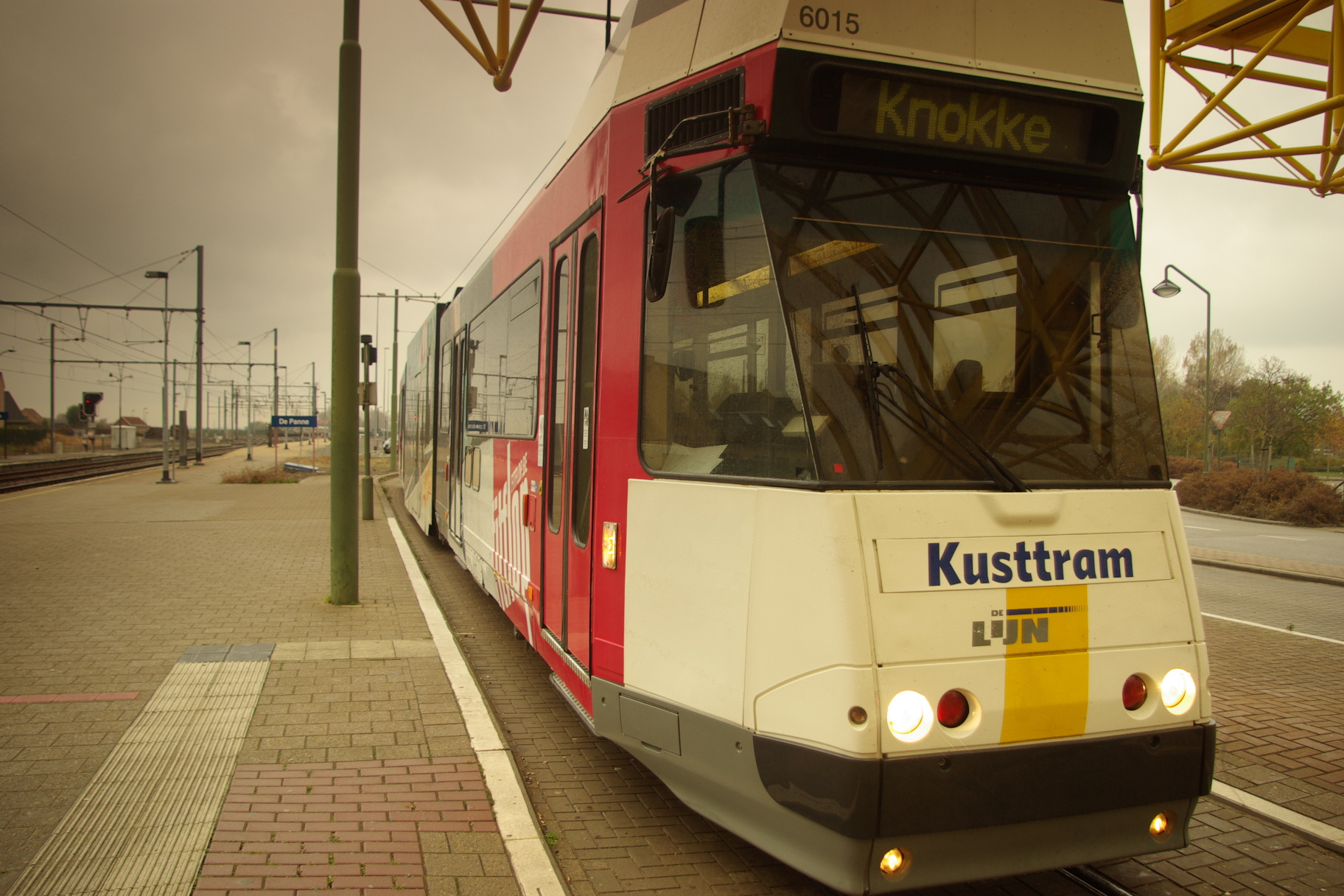
Rame BN à La Panne.
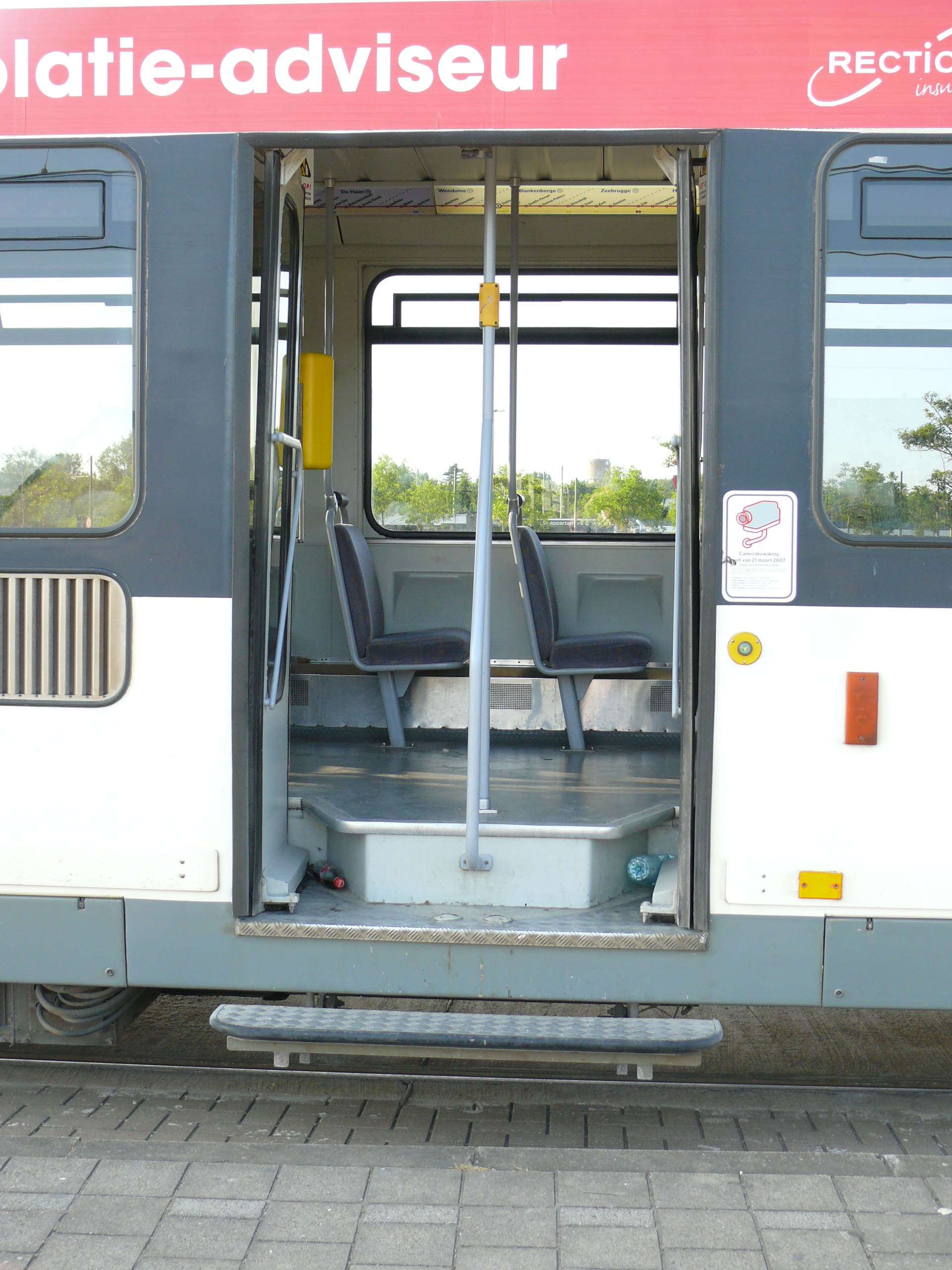
Détail de l'emmarchement des caisses motrices.
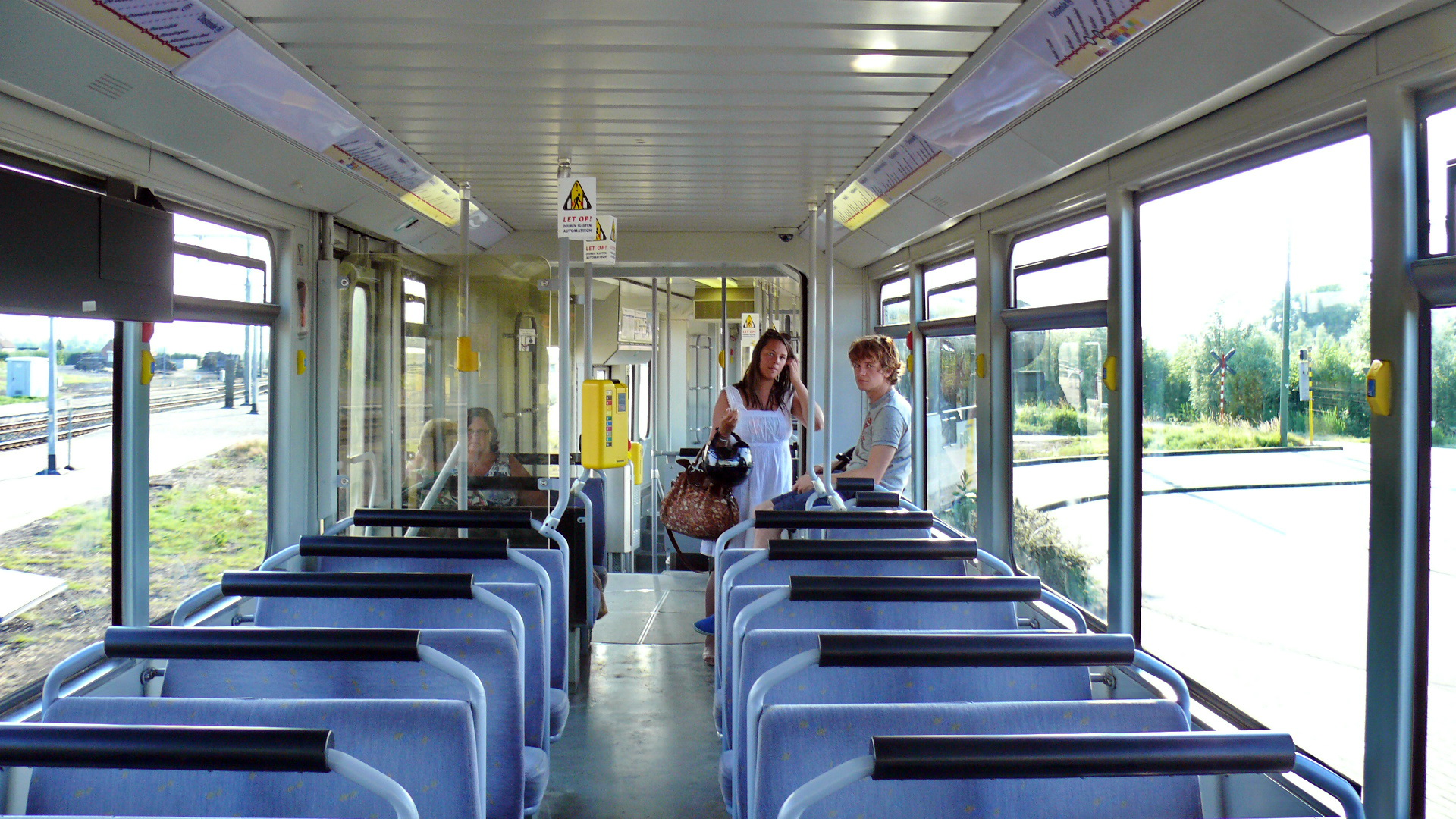
Aménagement intérieur.
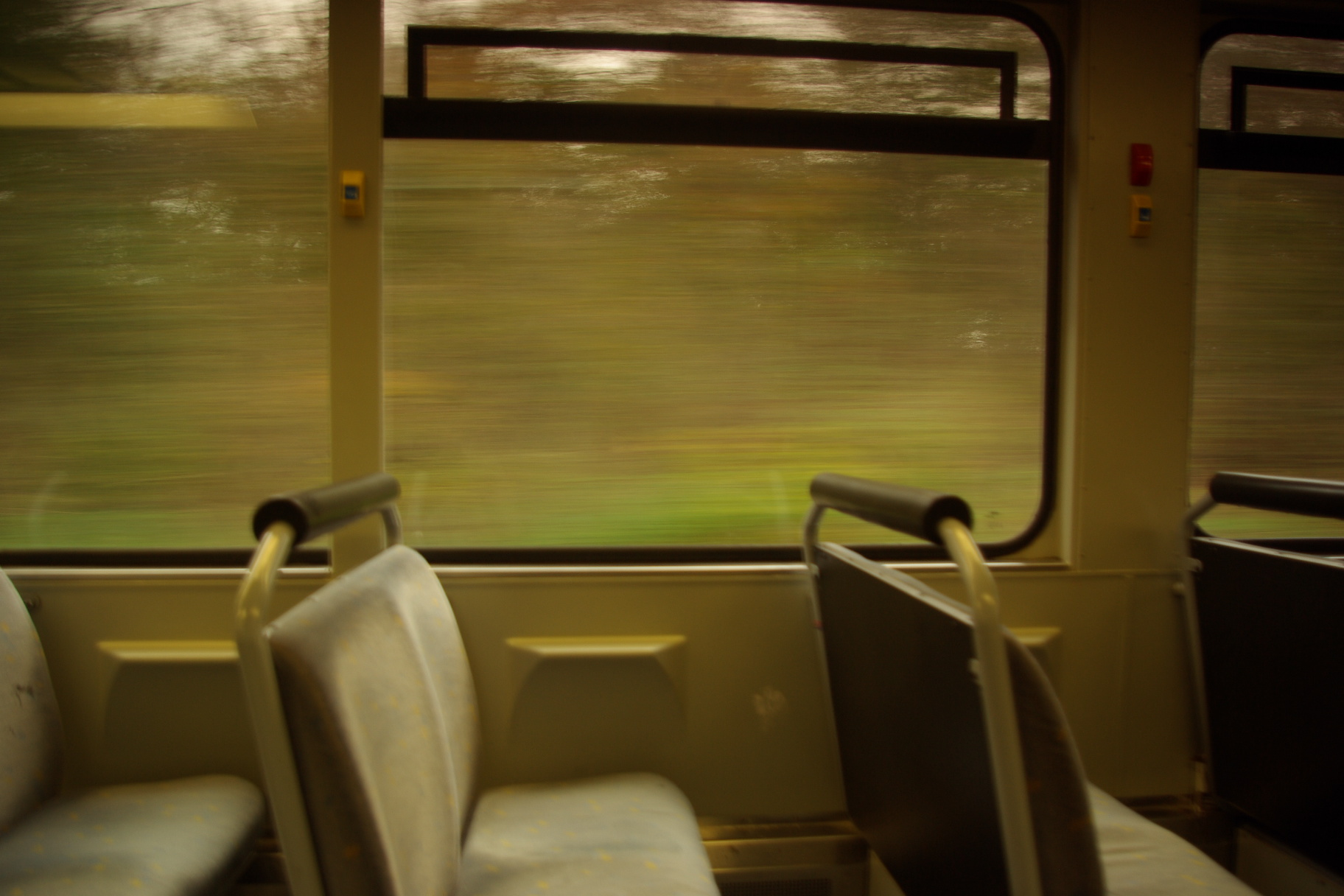
Intérieur d'une rame en fonctionnement.

Ces rames sont fréquemment décorées à l'occasion de campagnes publicitaires : leur aspect change donc souvent.
Le 23 septembre 2023, les rames BN sont complètement retirées de la ligne après 40 ans de service. Elles sont remplacées par les nouvelles rames CAF Urbos mises en service progressivement depuis 2020.

### HermeLijn

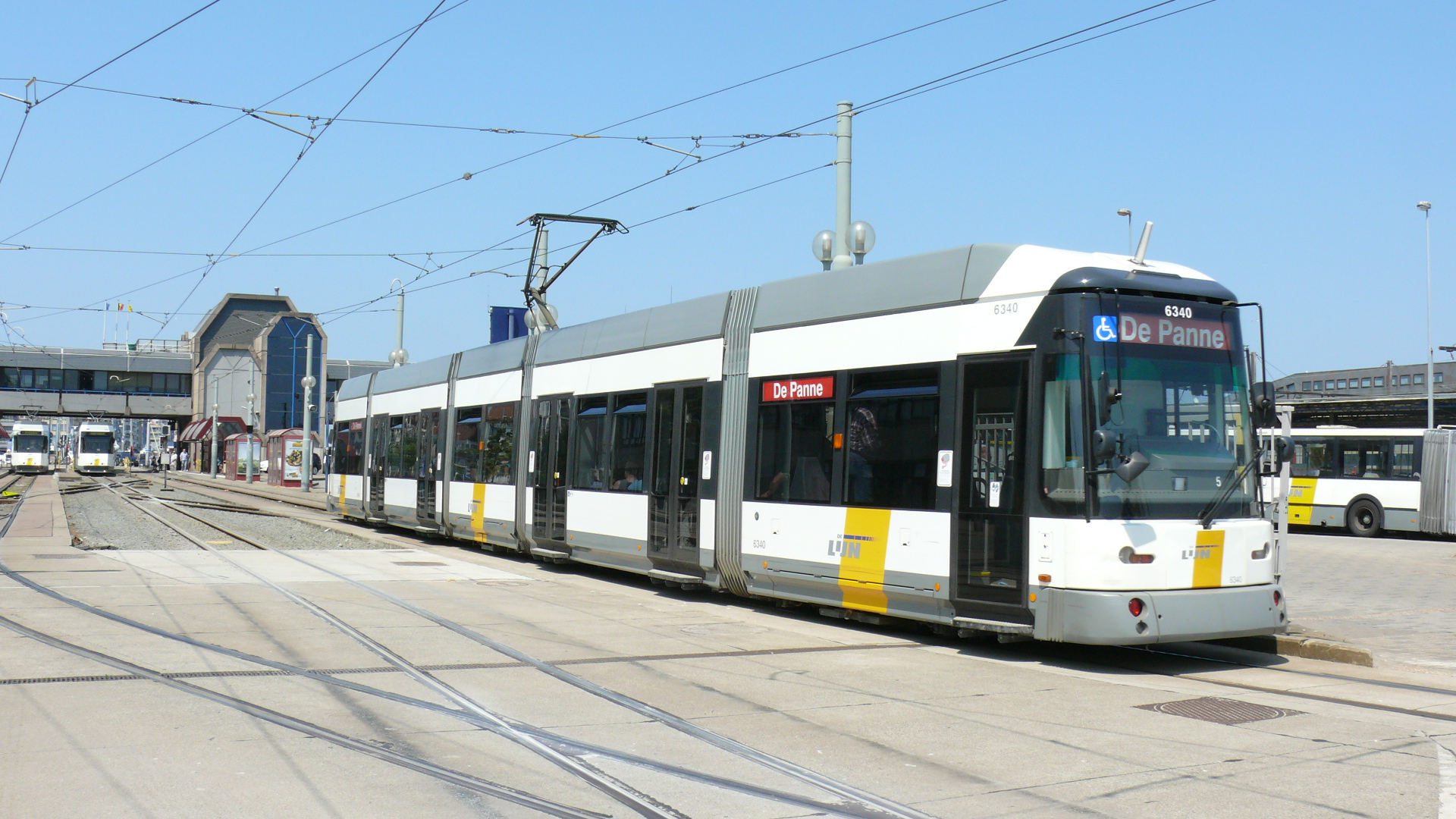
Rame HermeLijn no 6340 à la Gare d'Ostende (Oostende station), en provenance de la Gare de Knokke (Knokke Station).

Pendant les périodes d'été, où la fréquentation de la ligne est sensiblement plus importante, l'effectif est renforcé par des rames à plancher bas intégral de Siemens/Bombardier, connues sous le nom de HermeLijn (nl) et immatriculées dans la série des 7200 et 6300 et provenant des réseaux d'Anvers et de Gand. Mais depuis la livraison des nouveaux parcs de tramways CAF Urbos 100 en 2020, ce type de matériel roulant est devenu depuis de plus en plus rare à voir circuler sur le réseau de la côte belge.

### CAF Urbos
En 2017, CAF remporte l'appel d'offres lancé par De Lijn pour 146 rames. 62 de ces rames sont destinées au réseau de la côte Belge, il s'agit du modèle Urbos.
Le but est de remplacer l'intégralité du parc de la côté Belge. Les livraisons débutent en 2020.

## Projet d'extension
À terme, la ligne pourrait avoir des raccordements vers Bruges, Furnes et Dunkerque (France) dans le cadre du projet de réseau régional flamand Wensnet.[réf. souhaitée]

## Anciens matériels
Des anciens matériels restés propriétés de la SNCV sont entretenus par les bénévoles d'une association, TTO Noordzee, qui font circuler des rames historiques au départ du dépôt Knokke/De Panne .

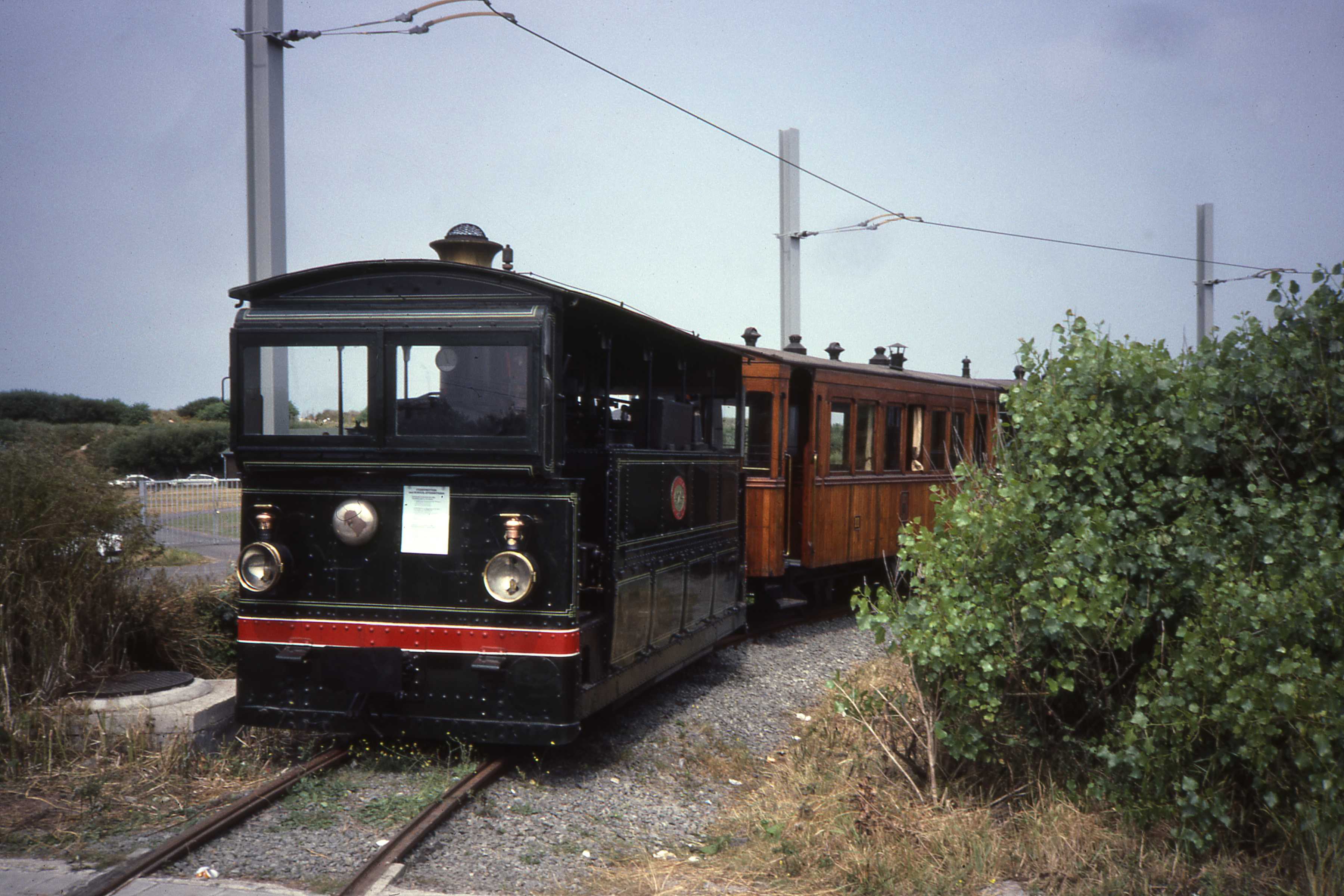
Rame historique à vapeur, photographiée en 1985 pendant les cérémonies du centenaire de la SNCV.
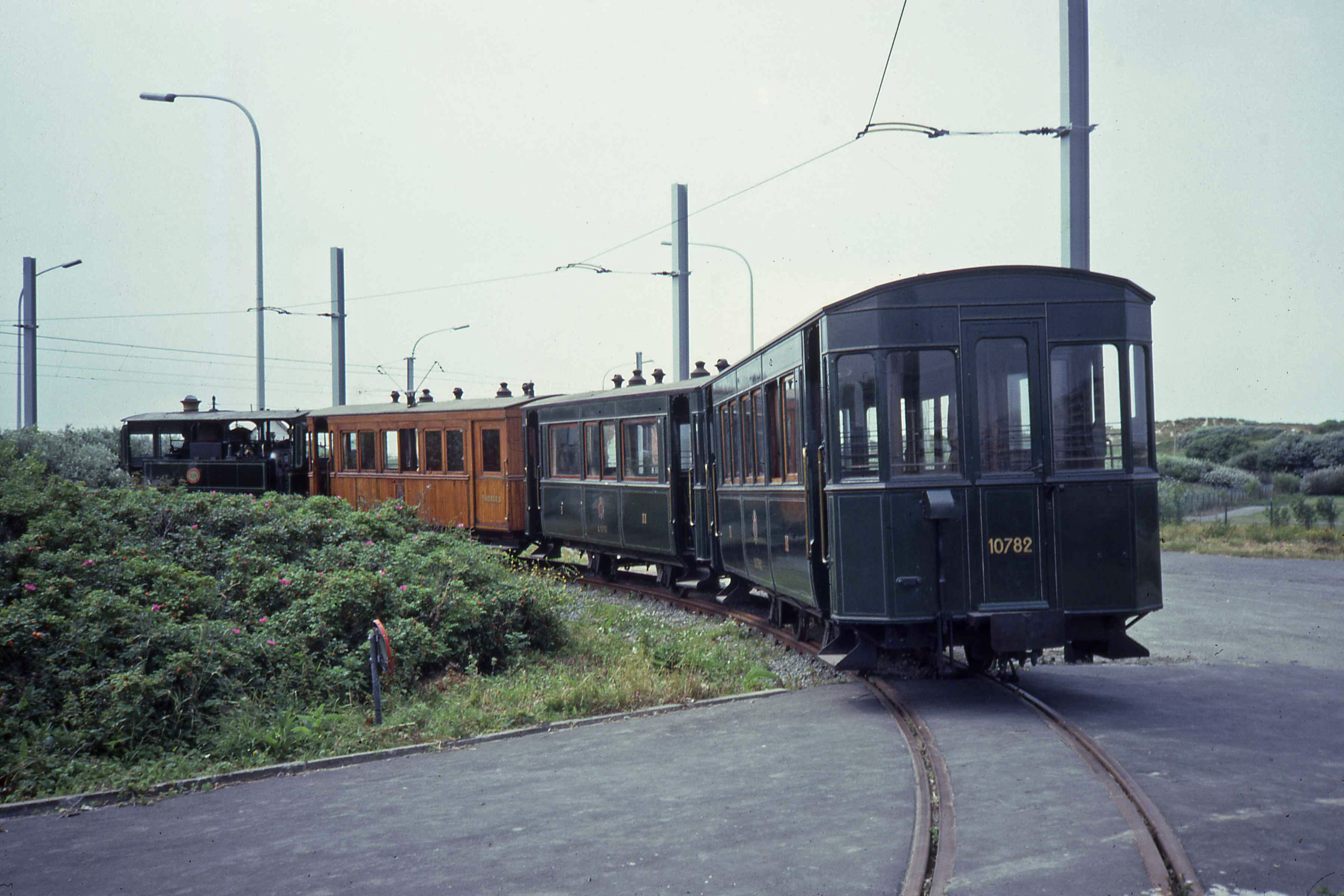
Arrière de cette rame, montrant les premières remorques de la ligne.
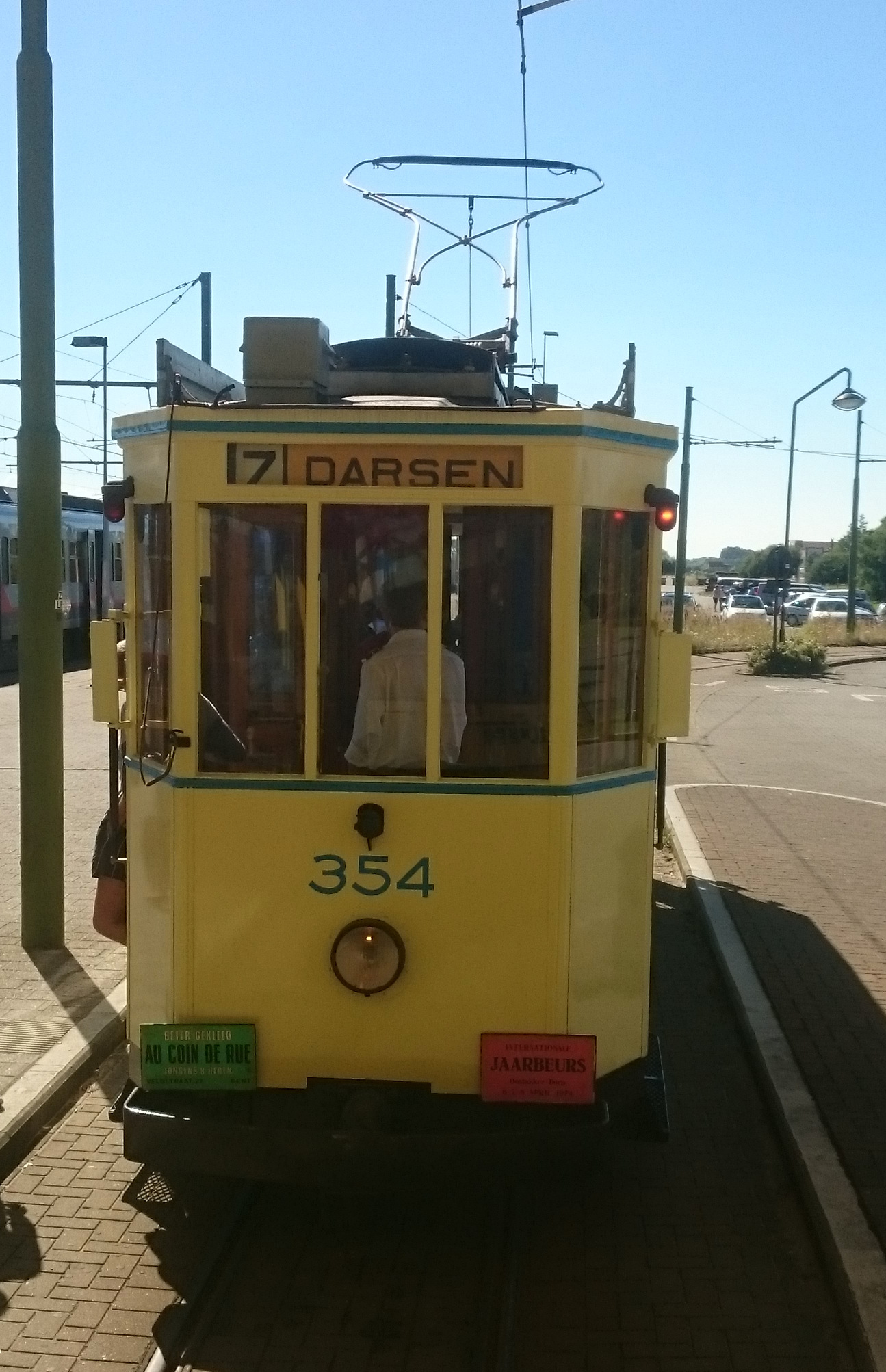
Ancien tram.
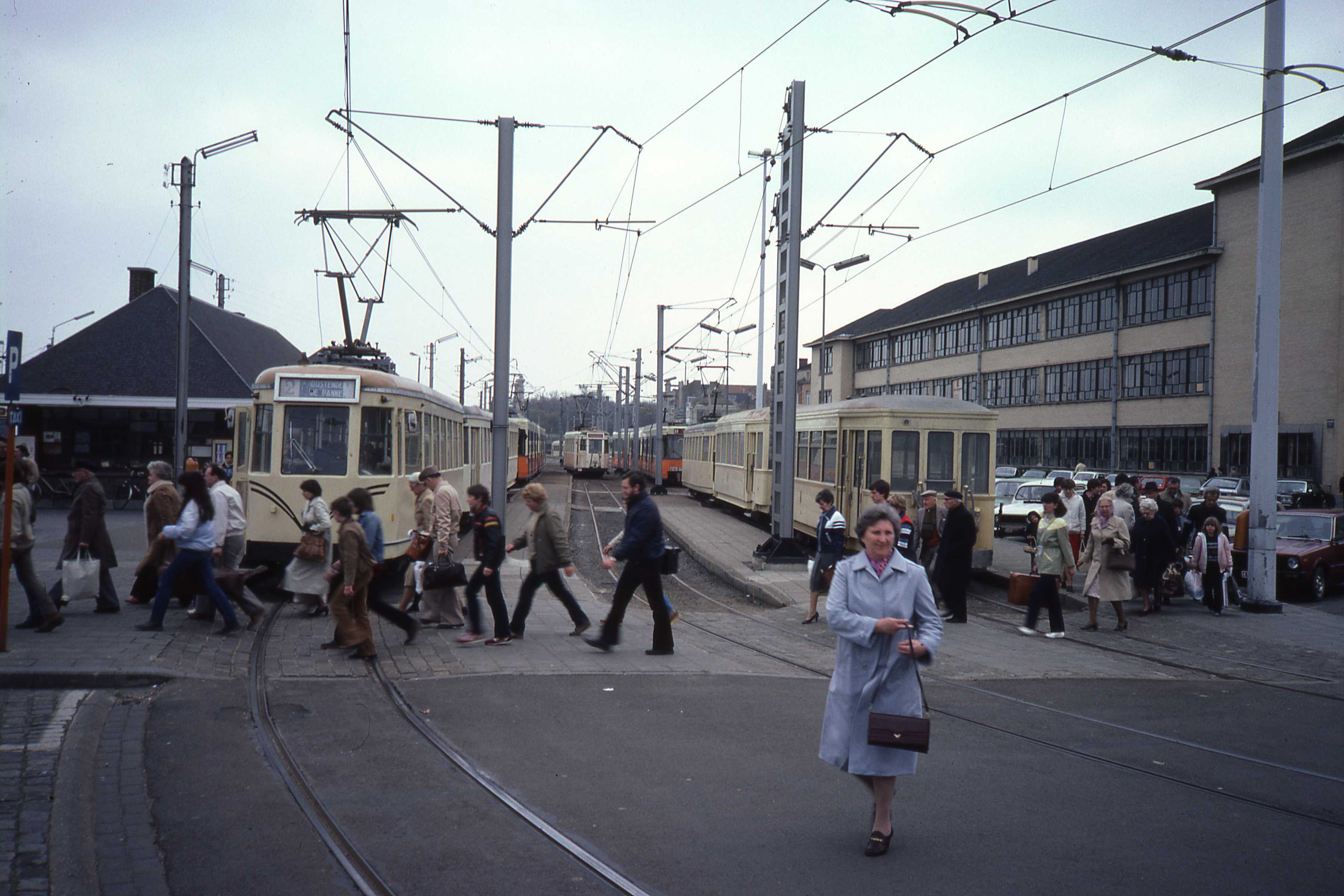
Oostende station, en 1982 : rames standard de l'époque, et installations voyageurs précédent le bâtiment pont actuel.
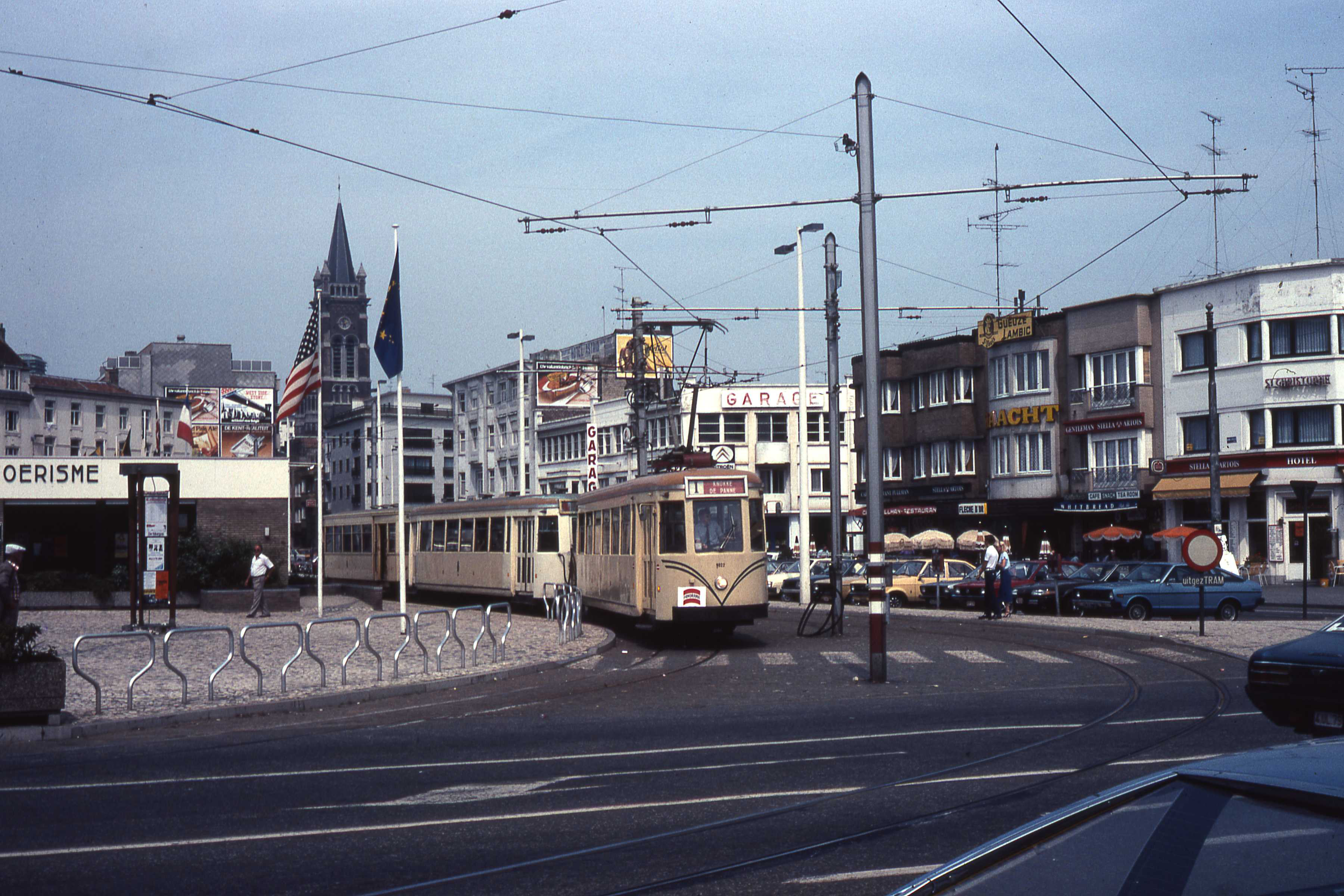
Motrice type SO et 2 remorques en 1981 à Blankenberge station.
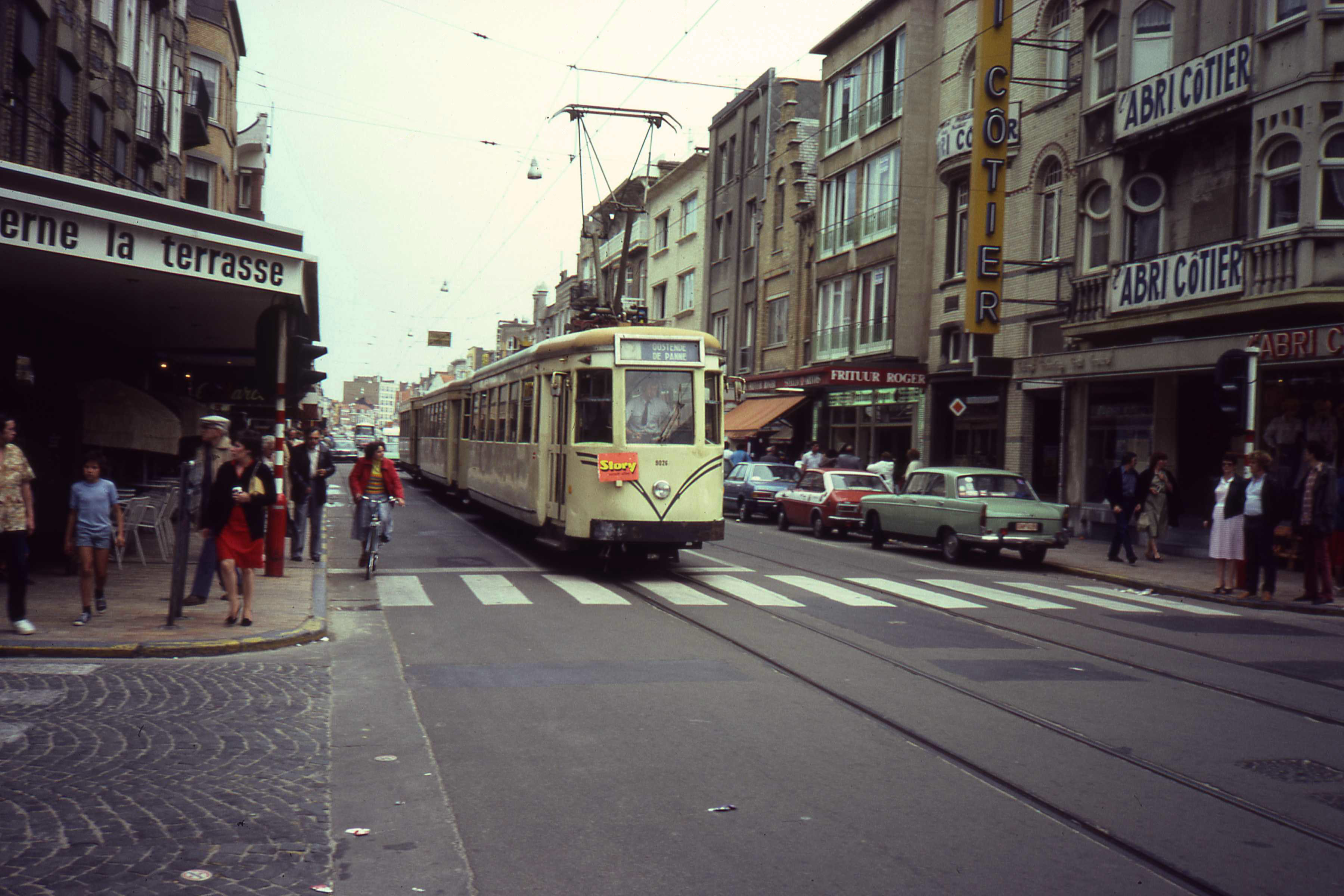
Rame typique de la Ligne de la côte, en 1981, à La Panne.
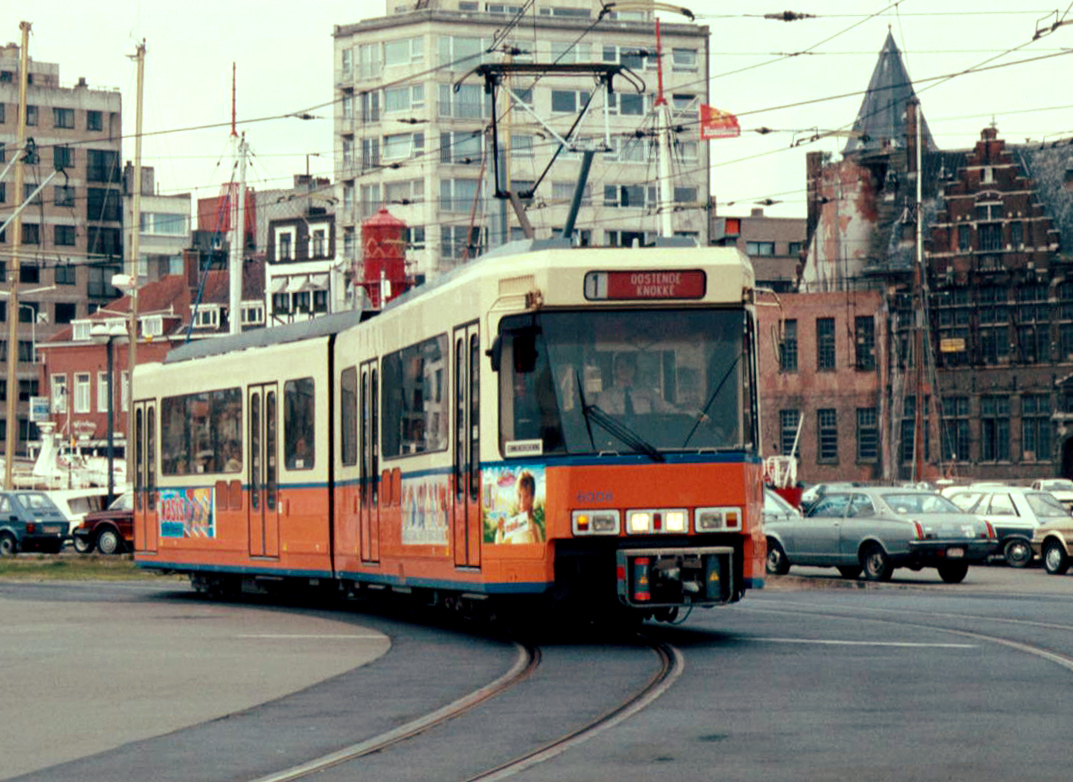
Rame BN dans son état initial : rame articulée à 2 caisses reposant sur 3 bogies. Elles ont depuis été rallongées, avec mise en place d'un caisson surbaissé permettant l'accès des personnes à mobilité réduite.
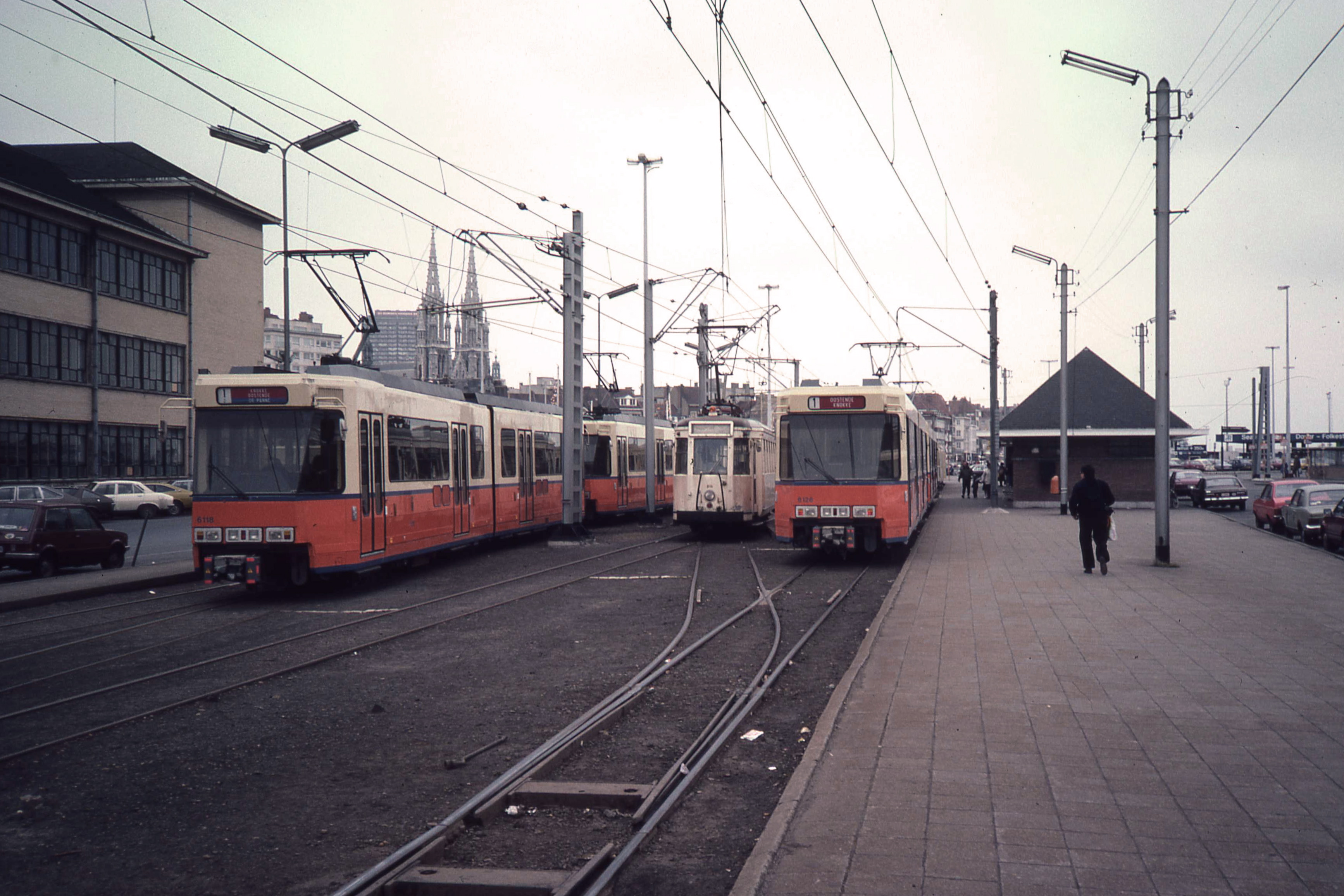
Oostende Station en 1982 : les rames BN prédominent, mais une rame SO stationne le long du quai central.